# Guerreros (programa de televisión de Colombia)
Guerreros es un programa de competencia transmitido por Canal 1, desde el lunes 14 de agosto de 2017 hasta el viernes 11 de noviembre del 2022. Guerreros es la versión colombiana del programa peruano, Esto es guerra. El programa fue conducido por Josse Narváez y Thael Osorio. La voz en off del programa es el locutor Camilo Tello. El programa Guerreros consistió en la lucha de dos o tres equipos, "Cobras" y "Leones" en su formato tradicional, y "Los Otros" en sus formatos especiales. Durante su emisión, fue el primer programa juvenil más visto y con más seguidores en redes sociales de Colombia.
El programa presentó un formato de competencias y juegos entre dos equipos, conformados por celebridades de Colombia. Su estreno fue en agosto de 2017 con la conducción de Cristina Hurtado y Josse Narváez.
A partir del 11 de agosto del mismo año, empezó a emitirse "En Vivo" de lunes a viernes con una duración de 2 horas (exceptuando el día viernes, cuando es transmitido por hora y media). En su primera temporada estuvo conformado por dos equipos «Hombres» y «Mujeres» y a partir de su tercera temporada estuvo conformado por dos equipos mixtos «Cobras» y «Leones», los cuales están integrados por un grupo de jóvenes que luchan en distintos tipos de pruebas para consagrarse campeones, además de luchar por ser el «mejor guerrero» o «mejor guerrera» de la temporada.

## Historia
Su emisión comenzó el 14 de agosto de 2017 en tiempo real, dando inicio a la etapa los "segmentos".
En 2017, el programa ya contaba con su propio set. Para ese mismo año ya había ganado mucha fama nacionalmente, y empezó a transmitirse el programa principal como programa independiente en la televisión hispana.
En 2018, se estrenó una nueva temporada con la mayoría de los participantes de la temporada pasada y se sumaron nuevos. El programa estuvo conformado por 2 equipos mixtos ("Cobras" y "Leones"). Para este año el programa siguió creciendo a nivel nacional e internacional, dicho crecimiento le valió una nominación a los Premios TVyNovelas en la categoría de 'Programa de concurso o reality favorito' y a los Premios India Catalina en la categoría 'Mejor producción favorita del público'.
En 2018 se anunció en un capítulo de Guerreros Colombia, que Puerto Rico tendría su propia versión llamada Guerreros: Puerto Rico que se estrenó por WapaTV en 2019.
Sin embargo, el 11 de noviembre de 2022, luego de 5 años y 2 meses al aire, el programa sorpresivamente llegó a su fin ya que en el último año ha decaído en rating. El anuncio fue hecho por su productor Aníbal Fernández vía Instagram, también en buena medida a la crisis que vivía el canal y por la adquisición de este al nuevo socio Phoenix Media desde diciembre de 2022. 

## Formatos

### Guerreros
El programa inicia con la narración de Camilo Tello quien da la bienvenida al programa; para luego dar la presentación de los dos equipos de competidores. 
La presentación usualmente ocurre en el estudio principal del programa, los participantes entran totalmente cubiertos con una bata que no deja ver su rostro y luego son presentados formalmente.
Luego de la presentación, inician las diferentes competencias. Los equipos acumularán puntos según van ganando competencias. En caso de empates, se puede recurrir a un dado identificado con colores azules (cobras) y amarillos (leones), pero en la segunda edición se usan los logotipos de los animales cobra y león. En el formato anterior, el equipo ganador cada semana gana 8.000.000 de pesos. A partir de la tercera temporada (llamada ahora Cobras Vs. Leones, en la que los equipos son mixtos), el programa continúa con el formato de temporadas anteriores y unos ligeros cambios. 
Las temporadas ahora se dividen en "ciclos", los ganadores de estos tendrán una serie de ventajas en el transcurso de la competencia, además, se incluyen las eliminaciones, que determinarán quienes serán los finalistas que competirán por ser el mejor guerrero/a de la temporada, un gran premio mayor y consagrarse campeón. El equipo vencedor de la temporada es condecorado con una estrella en su escudo.
En la séptima temporada (Guerreros vs. Los Otros) desaparecieron los equipos "Cobras" y "Leones" para convertirlo en uno solo, "Guerreros" e incluyó un equipo totalmente nuevo llamado "Los Otros".

## Presentadores
| Nombre                     | Período   | Papel que realizó      |
| -------------------------- | --------- | ---------------------- |
| Josse Narváez              | 2017-2022 | Presentador principal  |
| Thael Osorio               | 2022      | Presentadora principal |
| Thael Osorio               | 2017-2020 | Sección digital        |
| Maleja Restrepo            | 2021-2022 | Presentadora principal |
| Cristina Hurtado           | 2017–2021 | Presentadora principal |
| Camilo Tello               | 2017-2022 | Comentarista principal |
| Carlos Marín               | 2018-2019 | Presentador invitado   |
| Lorna Cepeda               | 2017-2018 | Presentadora invitada  |
| Elena Ortiz                | 2017-2018 | Presentadora invitada  |
| Carolina Soto              | 2017-2018 | Presentadora invitada  |
| Juliana Arango             | 2018-2019 | Presentadora invitada  |
| Martina La Peligrosa       | 2018-2019 | Presentadora invitada  |
| Leonardo Morán             | 2018-2019 | Presentador invitado   |
| Paola Usme "Barbie"        | 2019      | Sección digital        |
| Dina Vergara               | 2018      | Sección digital        |
| Stephania Caicedo ''Cuca'' | 2022      | Presentadora invitada  |

## Participantes
- Tabla de participantes:

| Participantes                  | Temporada | Temporada | Temporada | Temporada | Temporada | Temporada | Temporada | Temporada | Temporada | Temporada | Temporada | Temporada | Temporada | Temporada | Temporada | Temporada | Temporada | Temporada | Temporada | Temporada | Temporada | Temporada | Temporada | Temporada | Temporada | Temporada | Temporada | Temporada | Temporada | Temporada | Temporada | Temporada | Temporada |
| Participantes                  | 1         | 2         | 3         | 3         | 4         | 5         | 6         | 6         | 7         | 8         | 9         | 10        | 10        | 11        | 12        | 13        | 14        | 14        | 15        | 16        | 16        | 17        | 17        | 17        | 18        | 18        | 19        | 19        | 19        | 20        | 21        | 22        | 22        |
| ------------------------------ | --------- | --------- | --------- | --------- | --------- | --------- | --------- | --------- | --------- | --------- | --------- | --------- | --------- | --------- | --------- | --------- | --------- | --------- | --------- | --------- | --------- | --------- | --------- | --------- | --------- | --------- | --------- | --------- | --------- | --------- | --------- | --------- | --------- |
| Carlos Álvarez                 | H.        | H.        | C.        | C.        |           |           |           |           |           |           |           |           |           |           | C.        |           |           |           |           |           |           |           |           |           |           |           |           |           |           |           |           |           |           |
| Carlos Castro ''Potro''        | H.        | H.        | C.        | L.        | L.        | H.        | L.        | L.        | G.        | L.        | L.O.      | C.        | C.        |           | C.        | L.        | L.        | L.        | G.        | L.        | C.        | L.        | C.        | L.        | M.        | H.        |           | C.        | C.        |           | C.        | C.        | C.        |
| Carlos Grande                  | H.        | H.        | L.        | L.        | C.        | H.        | C.        | L.        | G.        | C.        | G.        | C.        | C.        | C.        | C.        |           |           |           |           |           |           |           |           | C.        |           |           |           |           |           |           |           |           |           |
| Claudia Castro                 | M.        | M.        | C.        | C.        | C.        |           |           |           | L.O.      | C.        | G.        |           |           |           | C.        |           |           |           |           |           |           |           |           |           |           |           |           |           |           |           |           |           |           |
| Dahian Muñoz                   | M.        | M.        | C.        | L.        | C.        | M.        | C.        | C.        | G.        | C.        | G.        | C.        | C.        | C.        | C.        | C.        | L.        | C.        | G.        | C.        | C.        | C.        |           | C.        |           |           | C.        | C.        | C.        |           | C.        |           |           |
| Jesús Londoño ''Yisus''        | H.        | H.        | C.        | C.        |           |           |           |           |           |           |           |           |           |           |           |           |           |           |           |           |           |           |           |           |           |           |           |           |           |           |           |           |           |
| Juan Sebastián Villate         | H.        | H.        | L.        | C.        |           |           |           |           |           |           |           |           |           |           |           |           |           |           |           |           |           |           |           |           |           |           |           |           |           |           |           |           |           |
| Katherine González             | M.        |           |           |           |           |           |           |           |           |           |           |           |           |           |           |           |           |           |           |           |           |           |           |           |           |           |           |           |           |           |           |           |           |
| Luisa Cortina                  | M.        | M.        | L.        | L.        | C.        | M.        | C.        | C.        |           |           |           |           |           |           |           |           |           |           |           |           |           |           |           |           |           |           |           |           |           |           |           |           |           |
| Ovidio Asprilla                | H.        | H.        | L.        | L.        | C.        | H.        | C.        | C.        | G.        | C.        | G.        | L.        | L.        | L.        | L.        | L.        | C.        | C.        | G.        | C.        | C.        | C.        | C.        | C.        |           |           | C.        | C.        | C.        | C.        | C.        |           |           |
| Paola Usme ''Barbie''          | M.        | M.        | C.        | C.        |           |           |           |           |           | L.        |           |           |           |           | C.        | L.        | L.        | L.        |           | C.        | L.        | L.        |           |           |           |           |           |           |           |           |           |           |           |
| Stephania Caicedo ''Cuca''     | M.        | M.        | L.        | L.        | L.        | M.        | L.        | L.        | G.        | L.        | G.        | L.        | L.        | L.        | L.        | L.        | L.        |           |           | L.        | L.        |           |           |           |           |           |           |           |           |           |           | L.        |           |
| Thael Osorio                   | M.        |           |           |           | C.        |           |           |           |           |           |           |           |           |           |           |           |           |           |           |           |           |           |           |           |           |           |           |           |           |           |           |           |           |
| María Paula Castillo           |           | M.        |           |           |           |           |           |           |           |           |           |           |           |           |           |           |           |           |           |           |           |           |           |           |           |           |           |           |           |           |           |           |           |
| Ian Valencia                   |           |           | C.        | C.        | L.        | H.        | L.        | L.        |           |           | L.O.      | L.        | L.        |           |           |           |           |           |           |           |           | L.        | C.        | L.        | H.        | H.        | L.        | L.        |           |           |           |           |           |
| Laura González                 |           |           | C.        | C.        |           |           |           |           |           |           |           |           |           |           |           |           |           |           |           |           |           |           |           |           |           |           |           |           |           |           |           |           |           |
| María Juliana Caicedo ''Maju'' |           |           | L.        | C.        | L.        | M.        | L.        | L.        | G.        |           | L.O.      | L.        | C.        | C.        | C.        |           |           |           |           |           |           | C.        | C.        |           |           |           |           |           |           |           |           |           |           |
| Marlon Solórzano               |           |           | L.        | L.        | C.        | H.        | C.        | C.        | G.        | C.        | G.        |           |           |           | L.        |           |           |           |           |           |           |           |           |           |           |           | C.        |           |           |           |           | L.        | L.        |
| Ricardo Álvarez ''Ricki''      |           |           | C.        | C.        | C.        | H.        | C.        | C.        | L.O.      | C.        | G.        | C.        | C.        | C.        | C.        | C.        | L.        |           |           | C.        | C.        |           |           |           |           |           |           | C.        | C.        |           | C.        |           |           |
| Miguel Ángel Álvarez ''Thor''  |           |           |           |           | L.        | H.        | L.        | L.        |           | L.        |           |           |           |           | L.        | C.        | L.        | L.        | G.        |           |           | C.        | C.        | C.        |           |           | C.        | C.        |           |           |           |           |           |
| Ruber Vallecilla               |           |           |           |           | L.        | H.        | L.        | L.        | L.O.      | L.        | G.        |           |           |           |           |           |           |           |           |           |           | C.        | L.        |           | H.        | H.        |           | L.        |           |           |           |           |           |
| Tatiana Ángel                  |           |           |           |           | L.        | M.        | L.        | L.        | G.        | L.        | G.        | C.        | C.        | L.        | L.        | C.        | C.        | C.        | G.        | C.        | C.        | L.        | C.        | L.        | M.        | M.        |           | L.        | C.        | L.        | L.        | L.        |           |
| Yeraldin Grajales              |           |           |           |           | L.        |           |           |           |           |           |           | L.        | L.        |           |           |           |           |           |           |           |           |           |           |           |           |           |           |           |           |           |           |           |           |
| Biviana Lara                   |           |           |           |           |           | M.        | C.        | C.        | L.O.      | C.        |           |           |           |           | L.        |           |           |           |           |           |           |           |           |           |           |           |           |           |           |           |           |           |           |
| Daniela Castañeda              |           |           |           |           |           | M.        | C.        | C.        | L.O.      | C.        |           | L.        | L.        |           |           |           |           |           |           |           |           |           |           |           |           |           |           |           |           |           |           |           |           |
| Leandra García                 |           |           |           |           |           | M.        | L.        | L.        |           |           |           |           |           |           |           |           |           |           |           |           |           |           |           |           |           |           |           |           |           |           |           |           |           |
| Jesús David Osorno             |           |           |           |           |           |           | C.        | C.        |           |           |           |           |           |           |           |           |           |           |           |           |           |           |           |           |           |           |           |           |           |           |           |           |           |
| Sara Villarreal                |           |           |           |           |           |           | C.        | C.        |           | L.        |           |           |           |           |           |           |           |           |           |           |           |           |           |           |           |           |           |           |           |           |           |           |           |
| Angélica Arévalo               |           |           |           |           |           |           |           |           | L.O.      |           |           |           |           |           |           |           |           |           |           |           |           |           |           |           |           |           |           |           |           |           |           |           |           |
| Dina Vergara                   |           |           |           |           |           |           |           |           | L.O.      | L.        | L.O.      | L.        | L.        | L.        | L.        | L.        | L.        | L.        | G.        | L.        | L.        | L.        |           | L.        |           |           |           | L.        | L.O.      | L.        |           |           |           |
| Edinson Angulo ''Shang''       |           |           |           |           |           |           |           |           | L.O.      |           |           |           |           |           |           |           |           |           |           |           |           |           |           |           |           |           |           |           |           |           |           |           |           |
| Esteban Bernal ''Tebi''        |           |           |           |           |           |           |           |           | L.O.      |           | L.O.      | L.        | L.        | L.        | L.        | C.        | C.        | C.        | G.        | C.        | L.        | L.        | C.        | L.        | H.        | M.        | L.        | L.        | C.        | L.        | L.        |           | L.        |
| Frank Sáenz                    |           |           |           |           |           |           |           |           | L.O.      |           | L.O.      |           |           |           |           |           |           |           |           |           |           |           |           |           |           |           |           |           |           |           |           |           |           |
| Rosa Arias                     |           |           |           |           |           |           |           |           | L.O.      |           |           |           |           |           |           |           |           |           |           |           |           |           |           |           |           |           |           |           |           |           |           |           |           |
| Sebastián Tamayo               |           |           |           |           |           |           |           |           | L.O.      | L.        | L.O.      | L.        | L.        | L.        |           | C.        | C.        | C.        |           | C.        | C.        |           |           |           |           |           | C.        |           |           |           | C.        |           |           |
| Alejandra Isaza                |           |           |           |           |           |           |           |           |           | L.        |           |           |           |           |           |           |           |           |           |           |           |           |           |           |           |           |           |           |           |           |           |           |           |
| Alba Prado                     |           |           |           |           |           |           |           |           |           |           | G.        | C.        | C.        | C.        | C.        | C.        | L.        | L.        | G.        | C.        | C.        | C.        | C.        | C.        | M.        | M.        | C.        | C.        | C.        | C.        | C.        | C.        | C.        |
| Antonio Duque                  |           |           |           |           |           |           |           |           |           |           | G.        |           |           |           |           |           |           |           |           |           |           |           |           |           |           |           |           |           |           |           |           |           |           |
| Dorian Zuluaga                 |           |           |           |           |           |           |           |           |           |           | L.O.      | C.        | C.        | C.        |           |           |           |           |           | L.        | L.        | C.        | L.        | C.        | H.        | H.        | L.O.      | L.O.      | L.O.      |           | C.        |           |           |
| Huberth Riascos ''Wakanda''    |           |           |           |           |           |           |           |           |           |           | L.O.      | C.        | C.        | C.        | C.        | L.        | L.        | L.        | G.        | L.        | C.        | C.        | L.        | C.        | M.        | H.        | L.O.      | L.O.      | L.O.      | C.        | C.        | C.        | C.        |
| Melissa Puerta                 |           |           |           |           |           |           |           |           |           |           | L.O.      |           |           |           |           |           |           |           |           |           |           |           |           |           |           |           |           |           |           |           |           |           |           |
| Vanessa Roldán                 |           |           |           |           |           |           |           |           |           |           | L.O.      |           |           | L.        | L.        |           |           |           |           | L.        | L.        | L.        | L.        | L.        |           |           | L.        | L.        |           |           |           |           |           |
| Angietta Rodríguez             |           |           |           |           |           |           |           |           |           |           |           | L.        | L.        |           | C.        |           |           |           |           |           |           | C.        | L.        | C.        | M.        | M.        |           |           |           |           | L.        |           |           |
| Arturo Sierra                  |           |           |           |           |           |           |           |           |           |           |           | L.        | L.        | L.        | L.        | L.        | L.        | L.        | G.        |           |           |           |           |           |           |           |           |           |           |           |           |           |           |
| Carolina Cortez                |           |           |           |           |           |           |           |           |           |           |           | C.        | C.        |           |           |           |           |           |           |           |           |           |           |           |           |           |           |           |           |           |           |           |           |
| Margarita Betancourt ''Maga''  |           |           |           |           |           |           |           |           |           |           |           | L.        | L.        |           |           |           |           |           |           |           |           |           |           |           |           |           |           |           |           |           |           |           |           |
| Alejandra Montealegre          |           |           |           |           |           |           |           |           |           |           |           |           |           | C.        |           |           |           |           |           |           |           |           |           |           |           |           | C.        | C.        | C.        |           | L.        |           |           |
| Juan David Aldana †            |           |           |           |           |           |           |           |           |           |           |           |           |           | L.        | L.        | L.        |           |           |           |           |           |           |           |           |           |           |           |           |           |           |           |           |           |
| Yennifer Restrepo              |           |           |           |           |           |           |           |           |           |           |           |           |           | L.        |           |           |           |           |           |           |           |           |           |           |           |           |           |           |           |           |           |           |           |
| Karoline Rodríguez ''Ka''      |           |           |           |           |           |           |           |           |           |           |           |           |           |           | C.        |           |           |           |           |           |           |           |           |           |           |           |           |           |           |           |           |           |           |
| Kevin Fuentes ''Pantera''      |           |           |           |           |           |           |           |           |           |           |           |           |           |           | C.        | C.        | C.        | C.        |           | C.        | L.        | C.        | C.        | C.        | H.        | M.        |           |           |           |           | L.        | L.        | L.        |
| Laura García                   |           |           |           |           |           |           |           |           |           |           |           |           |           |           |           | C.        | C.        | C.        |           |           |           |           |           |           |           |           |           |           |           |           |           |           |           |
| Melany Florez                  |           |           |           |           |           |           |           |           |           |           |           |           |           |           |           | L.        | C.        | L.        |           |           |           |           |           |           |           |           |           |           |           |           |           |           |           |
| Valentina Lagarejo             |           |           |           |           |           |           |           |           |           |           |           |           |           |           |           | C.        | C.        | C.        |           | C.        | C.        |           |           |           |           |           |           |           |           |           |           |           |           |
| Claudia Arciniegas             |           |           |           |           |           |           |           |           |           |           |           |           |           |           |           |           |           |           | L.O.      |           |           |           |           |           |           |           |           |           |           |           |           |           |           |
| Daniel Vanegas                 |           |           |           |           |           |           |           |           |           |           |           |           |           |           |           |           |           |           | L.O.      |           |           |           |           |           |           |           |           |           |           |           |           |           |           |
| Diana Jiménez ''Nanis''        |           |           |           |           |           |           |           |           |           |           |           |           |           |           |           |           |           |           | L.O.      |           |           |           |           |           |           |           |           |           |           |           |           |           |           |
| Jessica Ángel                  |           |           |           |           |           |           |           |           |           |           |           |           |           |           |           |           |           |           | L.O.      |           |           |           |           |           |           |           |           |           |           | C.        |           |           |           |
| Joan Sebastián                 |           |           |           |           |           |           |           |           |           |           |           |           |           |           |           |           |           |           | L.O.      |           |           |           |           |           |           |           |           |           |           |           |           |           |           |
| Joshua Sanabria                |           |           |           |           |           |           |           |           |           |           |           |           |           |           |           |           |           |           | L.O.      |           |           |           |           |           |           |           | L.O.      | L.O.      |           |           |           |           |           |
| Katherin Amaya ''Bones''       |           |           |           |           |           |           |           |           |           |           |           |           |           |           |           |           |           |           | L.O.      | L.        | L.        |           |           |           |           |           |           |           |           |           |           |           |           |
| Kewin Zárate                   |           |           |           |           |           |           |           |           |           |           |           |           |           |           |           |           |           |           | L.O.      | L.        | L.        | L.        | L.        | L.        | H.        | H.        | L.O.      | L.O.      | L.O.      | L.        | L.        | L.        | L.        |
| Macris Vergara                 |           |           |           |           |           |           |           |           |           |           |           |           |           |           |           |           |           |           | L.O.      |           |           |           |           |           |           |           |           |           |           |           |           |           |           |
| Mateo Varela                   |           |           |           |           |           |           |           |           |           |           |           |           |           |           |           |           |           |           | L.O.      | L.        | L.        | L.        | C.        | L.        | H.        | H.        | L.        | L.        |           | L.        |           | C.        | C.        |
| Natalia Vargas                 |           |           |           |           |           |           |           |           |           |           |           |           |           |           |           |           |           |           | L.O.      | L.        | L.        | L.        | L.        | L.        | M.        | M.        | L.O.      | L.O.      |           | L.        | L.        |           | L.        |
| Reikin Herrera                 |           |           |           |           |           |           |           |           |           |           |           |           |           |           |           |           |           |           | L.O.      |           |           |           |           |           |           |           |           |           |           |           |           |           |           |
| Shalom Romero                  |           |           |           |           |           |           |           |           |           |           |           |           |           |           |           |           |           |           | L.O.      |           |           |           | L.        | C.        | M.        | M.        | L.O.      | L.O.      | L.O.      | C.        | C.        | L.        | C.        |
| Carlos Rueda ''Charles''       |           |           |           |           |           |           |           |           |           |           |           |           |           |           |           |           |           |           |           |           |           |           | L.        |           | H.        | H.        |           |           |           |           |           |           |           |
| Catalina Salguero              |           |           |           |           |           |           |           |           |           |           |           |           |           |           |           |           |           |           |           |           |           | C.        |           |           |           |           |           |           |           |           |           |           |           |
| Marlyn Dinas                   |           |           |           |           |           |           |           |           |           |           |           |           |           |           |           |           |           |           |           |           |           |           | C.        |           | M.        | M.        | L.        | L.        |           |           |           |           |           |
| Bryan Rey                      |           |           |           |           |           |           |           |           |           |           |           |           |           |           |           |           |           |           |           |           |           |           |           |           |           |           | L.        | C.        |           |           |           |           |           |
| Claudia Tapasco ''La Pecosa''  |           |           |           |           |           |           |           |           |           |           |           |           |           |           |           |           |           |           |           |           |           |           |           |           |           |           | L.        | L.O.      | L.O.      | L.        | L.        | C.        | C.        |
| Daniela Ibargüen               |           |           |           |           |           |           |           |           |           |           |           |           |           |           |           |           |           |           |           |           |           |           |           |           |           |           | L.O.      |           |           |           |           |           |           |
| Fabio Arboleda ''Pitbull''     |           |           |           |           |           |           |           |           |           |           |           |           |           |           |           |           |           |           |           |           |           |           |           |           |           |           | L.        | L.        | L.O.      | L.        | L.        | L.        | L.        |
| Harry Ardila                   |           |           |           |           |           |           |           |           |           |           |           |           |           |           |           |           |           |           |           |           |           |           |           |           |           |           | L.O.      | L.O.      | L.O.      |           |           |           |           |
| Josué Caballero                |           |           |           |           |           |           |           |           |           |           |           |           |           |           |           |           |           |           |           |           |           |           |           |           |           |           | C.        |           |           |           |           | C.        | C.        |
| Wilber Rentería ''Lukaku''     |           |           |           |           |           |           |           |           |           |           |           |           |           |           |           |           |           |           |           |           |           |           |           |           |           |           | L.        | C.        | C.        | C.        |           |           |           |
| Didier Sepúlveda ''El Didi''   |           |           |           |           |           |           |           |           |           |           |           |           |           |           |           |           |           |           |           |           |           |           |           |           |           |           |           |           |           | C.        |           |           |           |
| Jerry Heredia Karth            |           |           |           |           |           |           |           |           |           |           |           |           |           |           |           |           |           |           |           |           |           |           |           |           |           |           |           |           |           | L.        |           |           |           |
| Jhonathan Quinchia ''Tatán''   |           |           |           |           |           |           |           |           |           |           |           |           |           |           |           |           |           |           |           |           |           |           |           |           |           |           |           |           |           | C.        |           |           |           |
| José Rodríguez ''Jous''        |           |           |           |           |           |           |           |           |           |           |           |           |           |           |           |           |           |           |           |           |           |           |           |           |           |           |           |           |           | C.        |           |           |           |
| Karoline Artunduaga            |           |           |           |           |           |           |           |           |           |           |           |           |           |           |           |           |           |           |           |           |           |           |           |           |           |           |           |           |           | L.        |           |           |           |
| Tatiana Rincón ''Fénix''       |           |           |           |           |           |           |           |           |           |           |           |           |           |           |           |           |           |           |           |           |           |           |           |           |           |           |           |           |           | C.        |           |           |           |
| Isabel Orozco                  |           |           |           |           |           |           |           |           |           |           |           |           |           |           |           |           |           |           |           |           |           |           |           |           |           |           |           |           |           | C.        |           |           |           |
| Laura Vega                     |           |           |           |           |           |           |           |           |           |           |           |           |           |           |           |           |           |           |           |           |           |           |           |           |           |           |           |           |           | C.        | C.        | C.        | L.        |
| Sofía Aldana ''Sophi''         |           |           |           |           |           |           |           |           |           |           |           |           |           |           |           |           |           |           |           |           |           |           |           |           |           |           |           |           |           | L.        |           |           |           |
| Steffit Valencia ''Tiffi''     |           |           |           |           |           |           |           |           |           |           |           |           |           |           |           |           |           |           |           |           |           |           |           |           |           |           |           |           |           | C.        | L.        |           |           |
| Jean Hernández ''Tóxico''      |           |           |           |           |           |           |           |           |           |           |           |           |           |           |           |           |           |           |           |           |           |           |           |           |           |           |           |           |           |           | C.        |           |           |
| Yeimi Serrano                  |           |           |           |           |           |           |           |           |           |           |           |           |           |           |           |           |           |           |           |           |           |           |           |           |           |           |           |           |           |           |           | C.        | L.        |
| Mónica de la Cuesta            |           |           |           |           |           |           |           |           |           |           |           |           |           |           |           |           |           |           |           |           |           |           |           |           |           |           |           |           |           |           |           | L.        |           |
| Daniela Mena                   |           |           |           |           |           |           |           |           |           |           |           |           |           |           |           |           |           |           |           |           |           |           |           |           |           |           |           |           |           |           |           | L.        |           |
| Sandra Rodríguez ''Sanly''     |           |           |           |           |           |           |           |           |           |           |           |           |           |           |           |           |           |           |           |           |           |           |           |           |           |           |           |           |           |           |           | L.        |           |
| Jackson Quintero ''Tarzán''    |           |           |           |           |           |           |           |           |           |           |           |           |           |           |           |           |           |           |           |           |           |           |           |           |           |           |           |           |           |           |           |           | C.        |
| Aurenis Marcano                |           |           |           |           |           |           |           |           |           |           |           |           |           |           |           |           |           |           |           |           |           |           |           |           |           |           |           |           |           |           |           |           | L.        |
| José David Garcés "Mandalay"   |           |           |           |           |           |           |           |           |           |           |           |           |           |           |           |           |           |           |           |           |           |           |           |           |           |           |           |           |           |           |           |           | C.        |
| Karen Rengifo                  |           |           |           |           |           |           |           |           |           |           |           |           |           |           |           |           |           |           |           |           |           |           |           |           |           |           |           |           |           |           |           |           | C.        |

| Equipo ganador por temporada | Equipo ganador por temporada | Equipo ganador por temporada | Equipo ganador por temporada | Equipo ganador por temporada | Equipo ganador por temporada | Equipo ganador por temporada | Equipo ganador por temporada | Equipo ganador por temporada | Equipo ganador por temporada | Equipo ganador por temporada | Equipo ganador por temporada | Equipo ganador por temporada | Equipo ganador por temporada | Equipo ganador por temporada | Equipo ganador por temporada | Equipo ganador por temporada | Equipo ganador por temporada | Equipo ganador por temporada | Equipo ganador por temporada | Equipo ganador por temporada | Equipo ganador por temporada |
| 1                            | 2                            | 3                            | 4                            | 5                            | 6                            | 7                            | 8                            | 9                            | 10                           | 11                           | 12                           | 13                           | 14                           | 15                           | 16                           | 17                           | 18                           | 19                           | 20                           | 21                           | 22                           |
| ---------------------------- | ---------------------------- | ---------------------------- | ---------------------------- | ---------------------------- | ---------------------------- | ---------------------------- | ---------------------------- | ---------------------------- | ---------------------------- | ---------------------------- | ---------------------------- | ---------------------------- | ---------------------------- | ---------------------------- | ---------------------------- | ---------------------------- | ---------------------------- | ---------------------------- | ---------------------------- | ---------------------------- | ---------------------------- |
| H.                           | M.                           | L.                           | L.                           | H.                           | L.                           | G.                           | L.                           | L.O.                         | L.                           | C.                           | L.                           | X                            | C.                           | L.O.                         | C.                           | L.                           | M.                           | C.                           | L.                           | C.                           | C.                           |

Leyenda
- Miembro del equipo de Hombres.
- Miembro del equipo de Mujeres.
- Miembro del equipo de Leones.
- Miembro del equipo de Cobras.
- Miembro del equipo de Guerreros.
- Miembro del equipo de Los Otros.
- El participante se encuentra compitiendo actualmente.
- El participante se encuentra fuera de la competencia actualmente debido a una situación de fuerza mayor o una suspensión.
- El participante no hace parte de la competencia actualmente.

## Tabla de Temporadas
| Año  | Temp. | Denominación                                       | Estreno                 | Equipo ganador | Mejor guerrero               | Mejor guerrera               |
| ---- | ----- | -------------------------------------------------- | ----------------------- | -------------- | ---------------------------- | ---------------------------- |
| 2017 | 1     | Guerreros Hombres vs. Mujeres                      | 14 de agosto de 2017    | Los Hombres    | Carlos Grande (1)            | Katherine González (1)       |
| 2017 | 2     | Guerreros Hombres vs. Mujeres "La Revancha"        | 17 de octubre de 2017   | Las Mujeres    | -                            | Claudia Castro (1)           |
| 2018 | 3     | Guerreros Cobras vs. Leones                        | 11 de abril de 2018     | Los Leones     | Ovidio Asprilla (1)          | Stephania Caicedo "Cuca"(1)  |
| 2018 | 4     | Guerreros Cobras vs. Leones                        | 2 de abril de 2018      | Los Leones     | -                            | -                            |
| 2018 | 5     | Guerreros Hombres vs. Mujeres                      | 12 de junio de 2018     | Los Hombres    | -                            | -                            |
| 2018 | 6     | Guerreros Cobras vs. Leones                        | 19 de junio de 2018     | Los Leones     | -                            | -                            |
| 2018 | 7     | Guerreros vs. Los Otros                            | 3 de septiembre de 2018 | Los Guerreros  | Carlos Grande (2)            | Stephania Caicedo "Cuca" (2) |
| 2018 | 8     | Guerreros Cobras vs. Leones "La Gran Batalla"      | 16 de octubre de 2018   | Los Leones     | Carlos Castro "Potro" (1)    | Claudia Castro (2)           |
| 2019 | 9     | Guerreros vs. Los Otros "La Revancha"              | 8 de enero de 2019      | Los Otros      | Ovidio Asprilla (2)          | Stephania Caicedo "Cuca" (3) |
| 2019 | 10    | Guerreros Cobras vs. Leones "Por El Honor"         | 22 de abril de 2019     | Los Leones     | Huberth Riascos "Wakanda"(1) | Alba Prado (2)               |
| 2019 | 11    | Guerreros Cobras vs. Leones "El Origen"            | 15 de julio de 2019     | Las Cobras     | Carlos Grande (2)            | Alba Prado (2)               |
| 2019 | 12    | Guerreros Cobras vs. Leones "El Retorno"           | 9 de septiembre de 2019 | Los Leones     | Huberth Riascos "Wakanda (2) | Stephania Caicedo "Cuca" (4) |
| 2020 | 13    | Guerreros Cobras vs. Leones "T13"                  | 7 de enero de 2020      | Los Leones     | -                            | -                            |
| 2020 | 14    | Guerreros Cobras vs. Leones "En Cuarentena"        | 13 de abril de 2020     | Las Cobras     | -                            | -                            |
| 2020 | 15    | Guerreros vs. Los Otros "2.0"                      | 24 de agosto de 2020    | Los Otros      | Kewin Zárate (2)             | Alba Prado (5)               |
| 2020 | 16    | Guerreros Cobras vs. Leones "Recargado"            | 5 de octubre de 2020    | Las Cobras     | Kewin Zárate (2)             | Alba Prado (5)               |
| 2021 | 17    | Guerreros Cobras vs. Leones "2021"                 | 12 de enero de 2021     | Los Leones     | Ian Valencia (1)             | Alba Prado (5)               |
| 2021 | 18    | Guerreros Hombres vs. Mujeres                      | 29 de marzo de 2021     | Las Mujeres    | -                            | -                            |
| 2021 | 19    | Guerreros "En Busca de los Equipos"                | 6 de julio de 2021      | Las Cobras     | Mateo Varela (1)             | Tatiana Ángel (2)            |
| 2021 | 20    | Guerreros Cobras vs. Leones "Una Nueva Generación" | 4 de octubre de 2021    | Los Leones     | Kewin Zárate (3)             | Tatiana Ángel (2)            |
| 2022 | 21    | Guerreros Cobras vs. Leones "2022"                 | 7 de febrero de 2022    | Las Cobras     | -                            | -                            |
| 2022 | 22    | Guerreros Cobras vs. Leones "5 Años"               | 5 de julio de 2022      | Las Cobras     | Fabio Arboleda "Pitbull" (1) | Laura Vega (1)               |

## Temporadas
Los participantes aparecen en el último equipo al que pertenecieron durante la temporada, ya sea que el participante haya sido cambiado de equipo o no.

### Primera temporada
Guerreros Colombia: Hombres Vs. Mujeres fue la primera temporada del reality. Inició el lunes 14 de agosto de 2017 y terminó el 13 de octubre de 2017. El equipo ganador fue "Hombres". (1) 
| Hombres                 | Mujeres                    |
| ----------------------- | -------------------------- |
| Carlos Álvarez          | Claudia Castro             |
| Carlos Castro ''Potro'' | Dahian Muñoz               |
| Carlos Grande           | Katherine González         |
| Jesús Londoño ''Yisus'' | Luisa Cortina              |
| Juan Sebastián Villate  | Paola Usme ''Barbie''      |
| Ovidio Asprilla         | Stephania Caicedo ''Cuca'' |
|                         | Thael Osorio               |

Notas
- Sub: El participante es ganador del título “Mejor Guerrero” o “Mejor Guerrera” de la temporada.
- Sub: El participante se retira del programa durante el transcurso de la temporada por motivos personales o de salud.

### Segunda temporada
La segunda temporada, llamada Guerreros Colombia: Hombres Vs. Mujeres, inició el martes 17 de octubre de 2017 y terminó el 22 de diciembre de 2017 en donde fueron presentados los competidores. El equipo ganador fue "Mujeres". Esta vez se le puso como eslogan a la temporada "La Revancha". (1)
| Hombres                 | Mujeres                    |
| ----------------------- | -------------------------- |
| Carlos Álvarez          | Claudia Castro             |
| Carlos Castro ''Potro'' | Dahian Muñoz               |
| Carlos Grande           | Luisa Cortina              |
| Jesús Londoño ''Yisus'' | María Paula Castillo       |
| Juan Sebastián Villate  | Paola Usme ''Barbie''      |
| Ovidio Asprilla         | Stephania Caicedo ''Cuca'' |

Notas
- Capitanes de los equipos al finalizar la temporada.
- Sub: El participante es ganador del título “Mejor Guerrero” o “Mejor Guerrera” de la temporada.

### Tercera temporada
La tercera temporada del programa pasa a llamarse Guerreros Cobras Vs. Leones, en la que los equipos son mixtos, se estrenó el 11 de enero de 2018 y terminó el 23 de marzo de 2018. El equipo ganador fue "Leones". (1)
| Cobras                         | Leones                     |
| ------------------------------ | -------------------------- |
| Carlos Álvarez                 | Carlos Castro ''Potro''    |
| Claudia Castro                 | Carlos Grande              |
| Ian Valencia                   | Dahian Muñoz               |
| Jesús Londoño ''Yisus''        | Luisa Cortina              |
| Juan Sebastián Villate         | Marlon Solórzano           |
| Laura González                 | Ovidio Asprilla            |
| María Juliana Caicedo ''Maju'' | Stephania Caicedo ''Cuca'' |
| Paola Usme ''Barbie''          |                            |
| Ricardo Álvarez ''Ricki''      |                            |

Notas
- Capitanes de los equipos al finalizar la temporada.
- Capitanes sustitutos, en caso de salida del capitán de su equipo por lesión, eliminación o por otro motivo (por lo general, estos capitanes sustitutos son escogidos por sus capitanes oficiales).
- Sub: El participante es ganador del título “Mejor Guerrero”' o “Mejor Guerrera”' de la temporada.
- Sub: El participante se retira del programa durante el transcurso de la temporada por motivos personales o de salud.
- Sub: El participante es retirado del programa por producción.

### Cuarta temporada
La cuarta temporada de Guerreros, y la segunda como Guerreros Cobras Vs. Leones inició el 2 de abril de 2018 y terminó el 8 de junio de 2018. El equipo ganador fue "Leones". (2)
| Cobras                    | Leones                         |
| ------------------------- | ------------------------------ |
| Carlos Grande             | Carlos Castro ''Potro''        |
| Claudia Castro            | Ian Valencia                   |
| Dahian Muñoz              | María Juliana Caicedo ''Maju'' |
| Luisa Cortina             | Miguel Ángel Álvarez ''Thor''  |
| Marlon Solórzano          | Stephania Caicedo ''Cuca''     |
| Ovidio Asprilla           | Ruber Vallecilla               |
| Ricardo Álvarez ''Ricki'' | Tatiana Ángel                  |
| Thael Osorio              | Yeraldin Grajales              |

Notas
- Capitanes de los equipos al finalizar la temporada.
- Capitanes sustitutos, en caso de salida del capitán de su equipo por lesión, eliminación o por otro motivo (por lo general, estos capitanes sustitutos son escogidos por sus capitanes oficiales).
- Sub: El participante se retira del programa durante el transcurso de la temporada por motivos personales o de salud.

### Quinta temporada
La quinta temporada de Guerreros, la primera minitemporada de Guerreros, y la tercera como Guerreros Colombia: Hombres Vs. Mujeres, inició el 12 de junio de 2018 y terminó el 18 de junio de 2018.
El equipo ganador fue "Hombres". (2)
| Hombres                       | Mujeres                        |
| ----------------------------- | ------------------------------ |
| Carlos Castro ''Potro''       | Biviana Lara                   |
| Carlos Grande                 | Dahian Muñoz                   |
| Ian Valencia                  | Daniela Castañeda              |
| Marlon Solórzano              | Leandra García                 |
| Miguel Ángel Álvarez ''Thor'' | Luisa Cortina                  |
| Ovidio Asprilla               | María Juliana Caicedo ''Maju'' |
| Ricardo Álvarez ''Ricki''     | Stephania Caicedo ''Cuca''     |
| Ruber Vallecilla              | Tatiana Ángel                  |

Notas
- Durante esta temporada, no se asignó el rol de capitán a ningún equipo.

### Sexta temporada
La sexta temporada de Guerreros, y la tercera como Guerreros Cobras Vs. Leones inició el 19 de junio de 2018 y terminó el 31 de agosto de 2018, faltando un mes de competencia Grande renunciaba al equipo de las Cobras; tras lo sucedido, la producción lo cambio al equipo de Leones.
El equipo ganador fue "Leones". (3)
| Cobras                    | Leones                         |
| ------------------------- | ------------------------------ |
| Biviana Lara              | Carlos Castro ''Potro''        |
| Dahian Muñoz              | Carlos Grande                  |
| Daniela Castañeda         | Ian Valencia                   |
| Jesús David Osorno        | Leandra García                 |
| Luisa Cortina             | María Juliana Caicedo ''Maju'' |
| Marlon Solórzano          | Miguel Ángel Álvarez ''Thor''  |
| Ovidio Asprilla           | Ruber Vallecilla               |
| Ricardo Álvarez ''Ricki'' | Stephania Caicedo ''Cuca''     |
| Sara Villarreal           | Tatiana Ángel                  |

Notas
- Capitanes de los equipos al finalizar la temporada.
- Capitanes sustitutos, en caso de salida del capitán de su equipo por lesión, eliminación o por otro motivo (por lo general, estos capitanes sustitutos son escogidos por sus capitanes oficiales).
- Sub: El participante es intercambiado de equipo durante la temporada.

### Séptima temporada
La séptima temporada de Guerreros, y la primera como Guerreros Vs. Los Otros inició el 3 de septiembre de 2018 y terminó el 11 de octubre de 2018 más un especial el 12 de octubre de 2018.
El equipo ganador fue "Guerreros" (1) y el ganador de la temporada fue Ovidio.
| Guerreros                      | Los Otros                 |
| ------------------------------ | ------------------------- |
| Carlos Castro ''Potro''        | Angélica Arévalo          |
| Carlos Grande                  | Biviana Lara              |
| Dahian Muñoz                   | Claudia Castro            |
| María Juliana Caicedo ''Maju'' | Daniela Castañeda         |
| Marlon Solórzano               | Dina Vergara              |
| Ovidio Asprilla                | Edinson Angulo ''Shang''  |
| Stephania Caicedo ''Cuca''     | Esteban Bernal ''Tebi''   |
| Tatiana Ángel                  | Frank Sáenz               |
|                                | Ricardo Álvarez ''Ricki'' |
| Rosa Arias                     |                           |
| Ruber Vallecilla               |                           |
| Sebastián Tamayo               |                           |

Notas
- Capitanes de los equipos al finalizar la temporada.
- Capitanes sustitutos, en caso de salida del capitán de su equipo por lesión, eliminación o por otro motivo (por lo general, estos capitanes sustitutos son escogidos por sus capitanes oficiales).
- Sub: El participante es ganador del título “Mejor Guerrero“ o “Mejor Guerrera“ de la temporada.
- Sub: El participante se retira del programa durante el transcurso de la temporada por motivos personales, de salud, o fue eliminado por un retador.

### Octava temporada
La octava temporada de Guerreros, y la cuarta como Guerreros Cobras Vs. Leones inició el 16 de octubre de 2018 y terminó el 21 de diciembre de 2018. 
El equipo ganador fue "Leones". (4)
Esta vez se le puso como eslogan a la temporada "La Gran Batalla".
| Cobras                    | Leones                        |
| ------------------------- | ----------------------------- |
| Biviana Lara              | Alejandra Isaza               |
| Carlos Grande             | Carlos Castro ''Potro''       |
| Claudia Castro            | Dina Vergara                  |
| Dahian Muñoz              | Miguel Ángel Álvarez ''Thor'' |
| Daniela Castañeda         | Paola Usme ''Barbie''         |
| Marlon Solórzano          | Ruber Vallecilla              |
| Ovidio Asprilla           | Sara Villarreal               |
| Ricardo Álvarez ''Ricki'' | Sebastián Tamayo              |
|                           | Stephania Caicedo ''Cuca''    |
| Tatiana Ángel             |                               |

Notas
- Capitanes de los equipos al finalizar la temporada.
- Capitanes sustitutos, en caso de salida del capitán de su equipo por lesión, eliminación o por otro motivo (por lo general, estos capitanes sustitutos son escogidos por sus capitanes oficiales).
- Sub: El participante es ganador del título “Mejor Guerrero” o “Mejor Guerrera” de la temporada.
- Sub: El participante se retira del programa durante el transcurso de la temporada por motivos personales, de salud, o fue eliminado por un retador.
- Sub:El participante es eliminado por su capitán o rival de otro equipo, o retirado del programa por producción.

### Novena temporada
La novena temporada de Guerreros, y la segunda como Guerreros Vs. Los Otros inició el 8 de enero de 2019 y terminó el 11 de abril del 2019, y el equipo ganador fue "Los Otros". (1)
Esta vez se le puso como eslogan a la temporada "La Revancha".
| Guerreros                  | Los Otros                      |
| -------------------------- | ------------------------------ |
| Alba Prado                 | Carlos Castro ''Potro''        |
| Antonio Duque              | Dina Vergara                   |
| Carlos Grande              | Dorian Zuluaga                 |
| Claudia Castro             | Esteban Bernal ''Tebi''        |
| Dahian Muñoz               | Frank Sáenz                    |
| Marlon Solórzano           | Hubrth Riascos ''Wakanda''     |
| Ovidio Asprilla            | Ian Valencia                   |
| Ricardo Álvarez ''Ricki''  | María Juliana Caicedo ''Maju'' |
| Ruber Vallecilla           | Melissa puerta                 |
| Stephania Caicedo ''Cuca'' | Sebastián Tamayo               |
| Tatiana Ángel              | Vanessa Roldán                 |

Notas
- Capitanes de los equipos al finalizar la temporada.
- Capitanes sustitutos, en caso de salida del capitán de su equipo por lesión, eliminación o por otro motivo (por lo general, estos capitanes sustitutos son escogidos por sus capitanes oficiales).
- Sub: El participante es ganador del título “Mejor Guerrero“ o “Mejor Guerrera“ de la temporada.
- Sub: El participante se retira del programa durante el transcurso de la temporada por motivos personales, de salud, o fue eliminado por un retador.
- Sub: El participante es eliminado debido a que representó a Colombia en ''El Clásico de los Andes''.
- Sub: El participante es retirado del programa por producción.

### Décima temporada
La décima temporada de Guerreros, y la quinta como Guerreros Cobras Vs. Leones inició el 22 de abril de 2019 y terminó el 11 de julio de 2019. El equipo ganador fue "Leones". (5)
Esta vez se le puso como eslogan a la temporada "Por El Honor".
| Cobras                         | Leones                        |
| ------------------------------ | ----------------------------- |
| Alba Prado                     | Angietta Rodríguez            |
| Carlos Castro ''Potro''        | Arturo Sierra                 |
| Carlos Grande                  | Daniela Castañeda             |
| Carolina Cortez                | Dina Vergara                  |
| Dahian Muñoz                   | Esteban Bernal ''Tebi''       |
| Dorian Zuluaga                 | Ian Valencia                  |
| Huberth Riascos ''Wakanda''    | Margarita Betancourt ''Maga'' |
| María Juliana Caicedo ''Maju'' | Ovidio Asprilla               |
| Ricardo Álvarez ''Ricki''      | Sebastián Tamayo              |
| Tatiana Ángel                  | Stephania Caicedo ''Cuca''    |
|                                | Yeraldin Grajales             |

Notas
- Capitanes de los equipos.
- Capitanes sustitutos, en caso de salida del capitán de su equipo por lesión, eliminación o por otro motivo (por lo general, estos capitanes sustitutos son escogidos por sus capitanes oficiales).
- Sub: El participante se retira del programa durante el transcurso de la temporada por motivos personales o de salud.
- Sub: El participante es intercambiado de equipo durante la temporada.

### Undécima temporada
La temporada número once de Guerreros, y la sexta como Guerreros Cobras Vs. Leones inició el 15 de julio de 2019 y terminó el 5 de septiembre de 2019.
El equipo ganador fue "Cobras". (1)
Esta vez se le puso como eslogan a la temporada "El Origen".
| Cobras                         | Leones                     |
| ------------------------------ | -------------------------- |
| Alba Prado                     | Arturo Sierra              |
| Alejandra Montealegre          | Dina Vergara               |
| Carlos Grande                  | Esteban Bernal ''Tebi''    |
| Dahian Muñoz                   | Juan David Aldana †        |
| Dorian Zuluaga                 | Ovidio Asprilla            |
| Huberth Riascos ''Wakanda''    | Sebastián Tamayo           |
| María Juliana Caicedo ''Maju'' | Stephania Caicedo ''Cuca'' |
| Ricardo Álvarez ''Ricki''      | Tatiana Ángel              |
|                                | Vanessa Roldán             |
| Yennifer Restrepo              |                            |

Notas
- Capitanes de los equipos al finalizar la temporada.
- Capitanes sustitutos, en caso de salida del capitán de su equipo por lesión, eliminación o por otro motivo (por lo general, estos capitanes sustitutos son escogidos por sus capitanes oficiales).
- Sub: El participante es ganador del título “Mejor Guerrero“ o “Mejor Guerrera“ de la temporada.
- Sub: El participante se retira del programa durante el transcurso de la temporada por motivos personales o de salud.

### Duodécima temporada
La temporada número doce de Guerreros, y la séptima como Guerreros Cobras Vs. Leones inició el 9 de septiembre de 2019 y terminó el 19 de diciembre de 2019. 
El equipo ganador fue "Leones". (6)
Esta vez se le puso como eslogan a la temporada "El Retorno".
| Cobras                         | Leones                        |
| ------------------------------ | ----------------------------- |
| Alba Prado                     | Arturo Sierra                 |
| Angietta Rodríguez             | Biviana Lara                  |
| Carlos Álvarez                 | Dina Vergara                  |
| Carlos Castro ''Potro''        | Esteban Bernal ''Tebi''       |
| Carlos Grande                  | Juan David Aldana †           |
| Claudia Castro                 | Marlon Solórzano              |
| Dahian Muñoz                   | Miguel Ángel Álvarez ''Thor'' |
| Huberth Riascos ''Wakanda''    | Ovidio Asprilla               |
| Karoline Rodríguez ''Ka''      | Stephania Caicedo ''Cuca''    |
| Kevin Fuentes ''Pantera''      | Tatiana Ángel                 |
| María Juliana Caicedo ''Maju'' | Vanessa Roldán                |
| Paola Usme ''Barbie''          |                               |
| Ricardo Álvarez ''Ricki''      |                               |

Notas
- Capitanes de los equipos al finalizar la temporada.
- Capitanes sustitutos, en caso de salida del capitán de su equipo por lesión, eliminación o por otro motivo (por lo general, estos capitanes sustitutos son escogidos por sus capitanes oficiales).
- Sub: El participante es ganador del título “Mejor Guerrero” o “Mejor Guerrera” de la temporada.
- Sub: El participante se retira del programa durante el transcurso de la temporada por motivos personales o de salud.
- Sub: El participante es retirado del programa por producción o es eliminado por su capitán.

### Decimotercera temporada
La temporada número trece de Guerreros, y la octava como Guerreros Cobras Vs. Leones inició el 7 de enero de 2020. El día 6 de marzo de 2020, se anunció que el concursante de Leones, Juan David Aldana, falleció en un aparatoso accidente en Bogotá. 
El 30 de marzo de 2020, atendiendo las medidas sanitarias preventivas impuestas por el Gobierno Nacional, se retransmitieron capítulos de la temporada hasta el día 8 de abril de 2020, en el que se anunció una nueva temporada, pausando indefinidamente la temporada. 
El 15 de octubre de 2021, 564 días después de pausar la temporada, se definió que el equipo de "Leones" (7) se llevaría el premio de 100 millones de pesos a casa, debido a que en el momento final de la temporada el equipo tenía el puntaje más alto en competencia. Sin embargo, no se decretó un equipo ganador, debido a que la temporada nunca terminó, por lo que no se desarrolló ninguna final.
Esta vez se le puso como eslogan a la temporada "T13".
| Cobras                        | Leones                      |
| ----------------------------- | --------------------------- |
| Alba Prado                    | Arturo Sierra               |
| Dahian Muñoz                  | Carlos Castro ''Potro''     |
| Esteban Bernal ''Tebi''       | Dina Vergara                |
| Kevin Fuentes ''Pantera''     | Huberth Riascos ''Wakanda'' |
| Laura García                  | Juan David Aldana †         |
| Miguel Ángel Álvarez ''Thor'' | Melany Florez               |
| Ricardo Álvarez ''Ricki''     | Ovidio Asprilla             |
| Sebastián Tamayo              | Paola Usme ''Barbie''       |
| Tatiana Ángel                 | Stephania Caicedo ''Cuca''  |
| Valentina Lagarejo            |                             |

### Decimocuarta temporada
Debido al impacto del COVID-19 en Colombia, la temporada número catorce de Guerreros, y la novena como Guerreros Cobras Vs. Leones inició el 13 de abril de 2020 y finalizó el 21 de agosto de 2020, en emisión en vivo para acompañar a los televidentes en medio del Aislamiento Preventivo Obligatorio decretado por las autoridades nacionales como medida de prevención para evitar la propagación del virus. El equipo ganador fue "Cobras". (2) Esta vez se le puso como eslogan a la temporada "En Cuarentena".
| Cobras                     | Leones                        |
| -------------------------- | ----------------------------- |
| Dahian Muñoz               | Alba Prado                    |
| Esteban Bernal ''Tebi''    | Arturo Sierra                 |
| Kevin Fuentes ''Pantera''  | Carlos Castro ''Potro''       |
| Laura García               | Dina Vergara                  |
| Ovidio Asprilla            | Huberth Riascos ''Wakanda''   |
| Sebastián Tamayo           | Melany Florez                 |
| Tatiana Ángel              | Miguel Ángel Álvarez ''Thor'' |
| Valentina Lagarejo         | Paola Usme ''Barbie''         |
|                            | Ricardo Álvarez ''Ricki''     |
| Stephania Caicedo ''Cuca'' |                               |

Notas
- Capitanes de los equipos.
- Capitanes sustitutos, en caso de salida del capitán de su equipo por lesión, eliminación o por otro motivo (por lo general, estos capitanes sustitutos son escogidos por sus capitanes oficiales, y solo en esta ocasión 2 o más capitanes sustitutos).
- Sub: El participante se retira del programa durante el transcurso de la temporada por motivos personales o de salud.
- Sub: El participante es intercambiado de equipo durante la temporada.

### Decimoquinta temporada
La temporada número quince de Guerreros, y la tercera como Guerreros Vs. Los Otros inició el 24 de agosto de 2020 y finalizó el 2 de octubre de 2020. Esta vez se le puso como eslogan a la temporada "2.0". El equipo ganador fue "Los Otros". (2)
| Guerreros                     | Los Otros                |
| ----------------------------- | ------------------------ |
| Alba Prado                    | Claudia Arciniegas       |
| Arturo Sierra                 | Daniel Vanegas           |
| Carlos Castro ''Potro''       | Diana Jiménez ''Nanis''  |
| Dahian Muñoz                  | Jessica Ángel            |
| Dina Vergara                  | Joan Sebastián           |
| Esteban Bernal ''Tebi''       | Joshua Sanabria          |
| Huberth Riascos ''Wakanda''   | Katherin Amaya ''Bones'' |
| Miguel Ángel Álvarez ''Thor'' | Kewin Zárate             |
| Ovidio Asprilla               | Macris Vergara           |
| Tatiana Ángel                 | Mateo Varela             |
|                               | Natalia Vargas           |
| Reikin Herrera                |                          |
| Shalom Romero                 |                          |

Notas
- Capitanes de los equipos.
- Sub: El participante se retira del programa durante el transcurso de la temporada por motivos personales, de salud, o fue eliminado.
- Sub: El participante es eliminado por su propio capitán.
- Sub: El participante es ganador del título “Mejor Guerrero” o “Mejor Guerrera” de la temporada.

#### Resultados Generales
| | Alba    | Continúa  | Gana      | Gana      | Pierde     | Pierde    | Pierde    | Continúa    | Continúa | Campeona  |  |  |  |  |  |  |  |  |  |  |  |  |  |  |  |  |  |
| | Kewin   | Continúa  | Pierde    | Pierde    | Gana       | Gana      | Gana      | Continúa    | Continúa | Campeón   |  |  |  |  |  |  |  |  |  |  |  |  |  |  |  |  |  |
| | Naty    | No estaba | No estaba | No estaba | No estaba  | Ingresa   | Gana      | Continúa    | Continúa | Finalista |  |  |  |  |  |  |  |  |  |  |  |  |  |  |  |  |  |
| | Ovidio  | Continúa  | Gana      | Gana      | Pierde     | Pierde    | Pierde    | Continúa    | Continúa | Finalista |  |  |  |  |  |  |  |  |  |  |  |  |  |  |  |  |  |
| | Bones   | No estaba | No estaba | No estaba | No estaba  | No estaba | No estaba | Ingresa     | Continúa | 5°        |  |  |  |  |  |  |  |  |  |  |  |  |  |  |  |  |  |
| | Dina    | Retada    | Gana      | Gana      | Pierde     | Pierde    | Pierde    | Continúa    | Continúa | 5°        |  |  |  |  |  |  |  |  |  |  |  |  |  |  |  |  |  |
| | Potro   | Continúa  | Gana      | Gana      | Pierde     | Pierde    | Pierde    | Continúa    | Continúa | 5°        |  |  |  |  |  |  |  |  |  |  |  |  |  |  |  |  |  |
| | Tebi    | Retado    | Gana      | Gana      | Pierde     | Pierde    | Pierde    | Continúa    | Continúa | 5°        |  |  |  |  |  |  |  |  |  |  |  |  |  |  |  |  |  |
| | Joshua  | Continúa  | Pierde    | Pierde    | Gana       | Gana      | Gana      | Continúa    | Continúa | Pierde    |  |  |  |  |  |  |  |  |  |  |  |  |  |  |  |  |  |
| | Macris  | Continúa  | Pierde    | Pierde    | Gana       | Gana      | Gana      | Sentenciada | Continúa | Pierde    |  |  |  |  |  |  |  |  |  |  |  |  |  |  |  |  |  |
| | Mateo   | No est.   | Ingresa   | Ingresa   | Gana       | Gana      | Gana      | Continúa    | Continúa | Pierde    |  |  |  |  |  |  |  |  |  |  |  |  |  |  |  |  |  |
| | Tatiana | Continúa  | Gana      | Gana      | Sancionada | Ingresa   | Pierde    | Continúa    | Continúa | Pierde    |  |  |  |  |  |  |  |  |  |  |  |  |  |  |  |  |  |
| | Arturo  | Continúa  | Gana      | Gana      | Pierde     | Pierde    | Pierde    | Pierde      | Pierde   |           |  |  |  |  |  |  |  |  |  |  |  |  |  |  |  |  |  |
| | Dahian  | Continúa  | Gana      | Gana      | Pierde     | Pierde    | Pierde    | Pierde      | Pierde   |           |  |  |  |  |  |  |  |  |  |  |  |  |  |  |  |  |  |
| | Reikin  | Continúa  | Pierde    | Pierde    | Gana       | Gana      | Gana      | Pierde      | Pierde   |           |  |  |  |  |  |  |  |  |  |  |  |  |  |  |  |  |  |
| | Thor    | No estaba | No estaba | No estaba | Ingresa    | Ingresa   | Ingresa   | Pierde      | Pierde   |           |  |  |  |  |  |  |  |  |  |  |  |  |  |  |  |  |  |
| | Shalom  | No est.   | Ingresa   | Pierde    | Sancionada | Ingresa   | Gana      | Pierde      | Pierde   |           |  |  |  |  |  |  |  |  |  |  |  |  |  |  |  |  |  |
| | Vanegas | Continúa  | Pierde    | Pierde    | Gana       | Gana      | Gana      | Renuncia    | Renuncia |           |  |  |  |  |  |  |  |  |  |  |  |  |  |  |  |  |  |
| | Nanis   | Continúa  | Pierde    | Pierde    | Gana       | Gana      | Gana      | Eliminada   |          |           |  |  |  |  |  |  |  |  |  |  |  |  |  |  |  |  |  |
| | Wakanda | Continúa  | Gana      | Gana      | Eliminado  | Eliminado | Eliminado |             |          |           |  |  |  |  |  |  |  |  |  |  |  |  |  |  |  |  |  |
| | Jessica | Continúa  | Pierde    | Pierde    | Renuncia   | Renuncia  |           |             |          |           |  |  |  |  |  |  |  |  |  |  |  |  |  |  |  |  |  |
| | Joan    | Continúa  | Eliminado | Eliminado |            |           |           |             |          |           |  |  |  |  |  |  |  |  |  |  |  |  |  |  |  |  |  |
| | Claudia | Continúa  | Expulsada |           |            |           |           |             |          |           |  |  |  |  |  |  |  |  |  |  |  |  |  |  |  |  |  |
| | Melany  | Sin Cupo  |           |           |            |           |           |             |          |           |  |  |  |  |  |  |  |  |  |  |  |  |  |  |  |  |  |
| | Pantera | Sin Cupo  |           |           |            |           |           |             |          |           |  |  |  |  |  |  |  |  |  |  |  |  |  |  |  |  |  |
| Notas |         |           |           |           |            |           |           |             |          |           |  |  |  |  |  |  |  |  |  |  |  |  |  |  |  |  |  |
| - El participante ingresa a la competencia. - El participante gana junto a su equipo. - El participante renuncia a la competencia. - El participante pierde y no logra ingresar a la final. - El participante pierde junto a su equipo pero no es sentenciado por su capitán. - El participante ingresa al ganarle al participante sentenciado. - El participante ingresa en reemplazo de un participante que fue expulsado o que abandonó la competencia. - El participante es expulsado de la competencia por su capitán. - El participante es retado por un ex-guerrero por un lugar y continúa en la competencia. - El participante es sancionado por incumplir una regla de la competencia. - El participante regresa a la competencia después de ser sancionado. - El participante no logra ingresar a la competencia. - El participante es sentenciado por su capitán pero continúa en la competencia. - El participante es sentenciado por su capitán y es eliminado. |         |           |           |           |            |           |           |             |          |           |  |  |  |  |  |  |  |  |  |  |  |  |  |  |  |  |  |

### Decimosexta temporada
La temporada número dieciséis de Guerreros, y la décima como Guerreros Cobras Vs. Leones inició el 5 de octubre de 2020 y finalizó el 17 de diciembre de 2020. El equipo ganador fue "Cobras". (3) El eslogan de la temporada es "Recargado".
| Cobras                      | Leones                     |
| --------------------------- | -------------------------- |
| Alba Prado                  | Dina Vergara               |
| Carlos Castro ''Potro''     | Dorian Zuluaga             |
| Dahian Muñoz                | Esteban Bernal ''Tebi''    |
| Huberth Riascos ''Wakanda'' | Katherin Amaya ''Bones''   |
| Ovidio Asprilla             | Kevin Fuentes ''Pantera''  |
| Ricardo Álvarez ''Ricki''   | Kewin Zárate               |
| Sebastián Tamayo            | Mateo Varela               |
| Tatiana Ángel               | Natalia Vargas             |
| Valentina Lagarejo          | Paola Usme ''Barbie''      |
|                             | Stephania Caicedo ''Cuca'' |
| Vanessa Roldán              |                            |

Notas
- Capitanes de los equipos al finalizar la temporada.
- Capitanes sustitutos, en caso de salida del capitán de su equipo por lesión, eliminación o por otro motivo (por lo general, estos capitanes sustitutos son escogidos por sus capitanes oficiales).
- Sub: El participante es ganador del título “Mejor Guerrero” o “Mejor Guerrera” de la temporada.
- Sub: El participante se retira del programa durante el transcurso de la temporada por motivos personales o de salud, o fue eliminado.

### Decimoséptima temporada
La temporada número diecisiete de Guerreros, y la undécima como Guerreros Cobras Vs. Leones inició el 12 de enero de 2021 y finalizó el 1 de julio de 2021. 
El equipo ganador fue "Leones". (8)
El eslogan de la temporada es "2021".
| Cobras                         | Leones                   |
| ------------------------------ | ------------------------ |
| Alba Prado                     | Carlos Castro ''Potro''  |
| Angietta Rodríguez             | Carlos Rueda ''Charles'' |
| Carlos Grande                  | Dina Vergara             |
| Catalina Salguero              | Esteban Bernal ''Tebi''  |
| Dahian Muñoz                   | Ian Valencia             |
| Dorian Zuluaga                 | Kewin Zárate             |
| Huberth Riascos ''Wakanda''    | Mateo Varela             |
| Kevin Fuentes ''Pantera''      | Natalia Vargas           |
| María Juliana Caicedo ''Maju'' | Paola Usme ''Barbie''    |
| Marlyn Dinas                   | Ruber Vallecilla         |
| Miguel Ángel Álvarez ''Thor''  | Tatiana Ángel            |
| Ovidio Asprilla                | Vanessa Roldán           |
| Shalom Romero                  |                          |

Notas
- Capitanes de los equipos al finalizar la temporada.
- Capitanes sustitutos, en caso de salida del capitán de su equipo por lesión, eliminación o por otro motivo (por lo general, estos capitanes sustitutos son escogidos por sus capitanes oficiales).
- Sub: El participante es ganador del título “Mejor Guerrero” o “Mejor Guerrera” de la temporada.
- Sub: El participante se retira del programa durante el transcurso de la temporada por motivos personales, de salud o fue eliminado.

### Decimoctava temporada
La temporada número dieciocho de Guerreros, la segunda minitemporada de Guerreros, y la cuarta como Guerreros Colombia: Hombres Vs. Mujeres, inició el 29 de marzo de 2021. Fue realizada durante las festividades de Semana Santa, pausando momentáneamente la temporada principal: Guerreros Cobras Vs. Leones iniciada a principios de año. Se tenía pensado concluir la temporada el 31 de marzo de 2021, pero por decisión de los televidentes mediante votación, se decidió continuar con la minitemporada hasta el día 9 de abril de 2021. El equipo ganador fue "Mujeres". (2)
| Hombres                     | Mujeres                   |
| --------------------------- | ------------------------- |
| Carlos Castro ''Potro''     | Alba Prado                |
| Carlos Rueda ''Charles''    | Angietta Rodríguez        |
| Dorian Zuluaga              | Esteban Bernal ''Tebi''   |
| Huberth Riascos ''Wakanda'' | Kevin Fuentes ''Pantera'' |
| Ian Valencia                | Marlyn Dinas              |
| Kewin Zárate                | Natalia Vargas            |
| Mateo Varela                | Shalom Romero             |
| Ruber Vallecilla            | Tatiana Ángel             |

Notas
- Durante esta temporada, no se asignó el rol de capitán a ningún equipo.

### Decimonovena temporada
La temporada número diecinueve de Guerreros, y la primera como Guerreros Cobras Vs. Los Otros Vs. Leones inició el 6 de julio de 2021 y finalizó el 30 de septiembre de 2021. El eslogan de la temporada es "En busca de los equipos". La temporada se desarrolló en dos etapas. En la primera etapa participaron tres equipos: Las Cobras, Los Otros y Los Leones, los cuáles compitieron para no ser eliminados y conformarlos dos equipos finales: Las Cobras y Los Otros. Finalmente, el equipo ganador fue "Cobras". (4)
| Etapa 1                       | Etapa 1                     | Etapa 1                    |
| Cobras                        | Los Otros                   | Leones                     |
| ----------------------------- | --------------------------- | -------------------------- |
| Alba Prado                    | Claudia Tapasco "La Pecosa" | Dina Vergara               |
| Alejandra Montealegre         | Daniela Ibargüen            | Esteban Bernal ''Tebi''    |
| Bryan Rey                     | Dorian Zuluaga              | Fabio Arboleda ''Pitbull'' |
| Carlos Castro ''Potro''       | Harry Ardila                | Ian Valencia               |
| Dahian Muñoz                  | Huberth Riascos ''Wakanda'' | Marlyn Dinas               |
| Josué Caballero               | Joshua Sanabria             | Mateo Varela               |
| Marlon Solórzano              | Kewin Zárate                | Ruber Vallecilla           |
| Miguel Ángel Álvarez ''Thor'' | Natalia Vargas              | Tatiana Ángel              |
| Ovidio Asprilla               | Shalom Romero               | Vanessa Roldán             |
| Ricardo Álvarez ''Ricki''     |                             |                            |
| Sebastián Tamayo              |                             |                            |
| Wilber Rentería ''Lukaku''    |                             |                            |

| Etapa 2                    | Etapa 2                     |
| Cobras                     | Los Otros                   |
| -------------------------- | --------------------------- |
| Alba Prado                 | Claudia Tapasco "La Pecosa" |
| Alejandra Montealegre      | Dina Vergara                |
| Carlos Castro ''Potro''    | Dorian Zuluaga              |
| Dahian Muñoz               | Fabio Arboleda ''Pitbull''  |
| Esteban Bernal ''Tebi''    | Harry Ardila                |
| Ovidio Asprilla            | Huberth Riascos ''Wakanda'' |
| Ricardo Álvarez ''Ricki''  | Kewin Zárate                |
| Tatiana Ángel              | Shalom Romero               |
| Wilber Rentería ''Lukaku'' |                             |

Notas
- Capitanes de los equipos al finalizar la temporada.
- Capitanes sustitutos, en caso de salida del capitán de su equipo por lesión, eliminación o por otro motivo (por lo general, estos capitanes sustitutos son escogidos por sus capitanes oficiales).
- Sub: El participante es ganador del título “Mejor Guerrero” o “Mejor Guerrera” de la temporada.
- Sub: El participante se retira del programa durante el transcurso de la temporada por motivos personales, de salud o fue eliminado.
- Sub: El participante es eliminado por el capitán de su equipo o por el capitán suplente, si el primero se encuentra descansando.
- Sub: El equipo fue desintegrado por tener menos puntos en la tabla general.

### Vigésima temporada
La temporada número veinte de Guerreros, y la duodécima como Guerreros Cobras Vs. Leones inició el 4 de octubre de 2021 y finalizó el 10 de diciembre de 2021. El eslogan de la temporada es "Una nueva generación". Esta temporada incluye el ingreso de nueva presentadora (reemplazo de Cristina Hurtado) quien asumió el rol de madrina de las cobras: la modelo, actriz y presentadora Maleja Restrepo. El equipo ganador fue "Leones". (9)
| Cobras                       | Leones                      |
| ---------------------------- | --------------------------- |
| Alba Prado                   | Claudia Tapasco "La Pecosa" |
| Didier Sepúlveda ''El Didi'' | Dina Vergara                |
| Huberth Riascos ''Wakanda''  | Fabio Arboleda ''Pitbull''  |
| Isabel Orozco                | Esteban Bernal ''Tebi''     |
| Jessica Ángel                | Jerry Heredia Karth         |
| Jhonathan Quinchia ''Tatán'' | Karoline Artunduaga         |
| José Rodríguez ''Jous''      | Kewin Zárate                |
| Laura Vega                   | Mateo Varela                |
| Ovidio Asprilla              | Natalia Vargas              |
| Shalom Romero                | Sofía Aldana ''Sophi''      |
| Steffit Valencia ''Tiffi''   | Tatiana Ángel               |
| Tatiana Rincón ''Fénix''     |                             |
| Wilber Rentería ''Lukaku''   |                             |

Notas
- Capitanes de los equipos al finalizar la temporada.
- Capitanes sustitutos, en caso de salida del capitán de su equipo por lesión, eliminación o por otro motivo (por lo general, estos capitanes sustitutos son escogidos por sus capitanes oficiales).
- Sub: El participante es ganador del título “Mejor Guerrero” o “Mejor Guerrera” de la temporada.
- Sub: El participante se retira del programa durante el transcurso de la temporada por motivos personales, de salud o fue eliminado.

### Vigesimoprimera temporada
La temporada número veintiuno de Guerreros, y la decimotercera como Guerreros Cobras Vs. Leones inició el 7 de febrero de 2022 y finalizó el 1 de julio de 2022. El eslogan de la temporada es "2022" El equipo ganador fue "Cobras" (5)
| Cobras                      | Leones                        |
| --------------------------- | ----------------------------- |
| Carlos Castro ''Potro''     | Tatiana Ángel                 |
| Ovidio Asprilla             | Kewin Zárate                  |
| Huberth Riascos ''Wakanda'' | Fabio Arboleda "Pitbull"      |
| Shalom Romero               | Claudia Tapasco ''La Pecosa'' |
| Dahian Muñoz                | Natalia Vargas                |
| Alba Prado                  | Esteban Bernal ''Tebi''       |
| Dorian Zuluaga              | Kevin Fuentes "Pantera"       |
| Laura Vega                  | Steffit Valencia ''Tiffi''    |
| Jean Hernández ''Tóxico''   | Alejandra Montealegre         |
| Ricardo Álvarez ''Ricki''   | Angietta Rodríguez            |
| Sebastián Tamayo            |                               |

Notas
- Capitanes de los equipos al finalizar la temporada.
- Capitanes sustitutos, en caso de salida del capitán de su equipo por lesión, eliminación o por otro motivo (por lo general, estos capitanes sustitutos son escogidos por sus capitanes oficiales).
- Sub: El participante es ganador del título “Mejor Guerrero” o “Mejor Guerrera” de la temporada.
- Sub: El participante se retira del programa durante el transcurso de la temporada por motivos personales, de salud o fue eliminado.
- Sub: El participante es eliminado por el capitán de su equipo o por el capitán del equipo contrario.

### Vigesimosegunda temporada Final
La temporada número veintidós de Guerreros, y la decimocuarta y última como Guerreros Cobras Vs. Leones inició el 5 de julio de 2022 y finalizó el 11 de noviembre de 2022, El eslogan de la temporada es "5 Años": Esta temporada incluye el ingreso de nueva presentadora (reemplazo de Maleja Restrepo) quien asumió el rol de madrina de las cobras: la modelo y exguerrera Thael Osorio, De los días 15 de noviembre hasta el 2 de diciembre de 2022 se realizó un homenaje a los 5 años del programa Guerreros recordando los mejores momentos de las temporadas de Guerreros Cobras vs Leones, Hombres vs Mujeres Guerreros vs Los otros, Puerto Rico, El clásico de Los Andes ,
El equipo ganador fue "Cobras" (6). Con esta temporada se finalizó la transmisión del programa.
| Cobras                         | Leones                   |
| ------------------------------ | ------------------------ |
| Alba Prado                     | Kewin Zárate             |
| Huberth Riascos ''Wakanda''    | Fabio Arboleda "Pitbull" |
| Carlos Castro ''Potro''        | Laura Vega               |
| Claudia Tapasco ''La Pecosa''  | Kevin Fuentes "Pantera"  |
| Karen Rengifo "La Rengi"       | Marlon Solórzano         |
| Josué Caballero                | Natalia Vargas           |
| José David Garcés ''Mandalay'' | Esteban Bernal ''Tebi''  |
| Sebastián Tamayo               | Aurenis Marcano          |
| Mateo Varela                   | Tatiana Ángel            |
| Jackson Quintero "Tarzán"      | Mónica de la Cuesta      |
| Shalom Romero                  | Stephania Caicedo "Cuca" |
|                                | Daniela Mena             |
|                                | Sandra Rodríguez "Sanly" |
|                                | Yeimi Serrano            |

Notas
- Capitanes de los equipos al finalizar la temporada.
- Capitanes sustitutos, en caso de salida del capitán de su equipo por lesión, eliminación o por otro motivo (por lo general, estos capitanes sustitutos son escogidos por sus capitanes oficiales).
- Sub: El participante es ganador del título “Mejor Guerrero” o “Mejor Guerrera” de la temporada.
- Sub: El participante se retira del programa durante el transcurso de la temporada por motivos personales, de salud o fue eliminado.
- Sub: El participante es eliminado por el capitán de su equipo o por el capitán del equipo contrario.

## Temporadas especiales

### El Sillón Negro de Guerreros
Una nueva temporada especial de Guerreros llamada El Sillón Negro de Guerreros inició el 15 de abril de 2019 en donde los Guerreros cuentan sus secretos más oscuros, cómicos o vergonzosos.

### Guerreritos
En octubre de 2017, poco después de iniciada la segunda temporada de Guerreros, se dio a conocer "Guerreritos", una versión especial del programa adaptada para niños y siendo emitida únicamente los fines de semana. El programa contó con 2 especiales, Guerreritos y Guerreritos Cobras Vs. Leones, siguiendo de esta forma la cronología del programa principal. En junio de 2018 se anunció el final de temporada. Durante los dos especiales fue presentado por Juliana Arango y Camilo Tello como el locutor presentador.
- Tabla de participantes:

| Guerreritos            |    |    |
| 1                      | 2  |    |
| Dylan                  | H. |    |
| Juan David             | H. |    |
| Isabella               | M. |    |
| Luciana                | M. |    |
| Sofía Torres           | M. |    |
| Alison Wilches         |    | C. |
| Dylan Palacios         |    | C. |
| Eileen Tocora          |    | L. |
| Emilio Fuentes         |    | C. |
| Francisco Cruz         |    | L. |
| Hillary Manco          |    | L. |
| Isabela Toro           |    | C. |
| Jorsh Blanco           |    | L. |
| Mariana Fuentes        |    | C. |
| Samuel Quintero “Samu“ |    | L. |
| Valentina Jiménez      |    | L. |
| Yosman Pérez           |    | C. |

| Equipo ganador por temporada | Equipo ganador por temporada |
| 1                            | 2                            |
| ---------------------------- | ---------------------------- |
| -                            | Leones                       |

## Tabla de Temporadas Internacionales
| Año  | Temp. | Denominación                                         | Estreno                 | Equipo Ganador                                                            | Competencias internacionales | Competencias internacionales         |
| Año  | Temp. | Denominación                                         | Estreno                 | Equipo Ganador                                                            | Mejor guerrero               | Mejor guerrera                       |
| ---- | ----- | ---------------------------------------------------- | ----------------------- | ------------------------------------------------------------------------- | ---------------------------- | ------------------------------------ |
| 2019 | 1     | Guerreros El clásico de los andes, Colombia vs. Perú | 1 de abril de 2019      | Perú                                                                      | Fabio Agostini               | N/A                                  |
| 2019 | 2     | Guerreros La Gran Batalla, Colombia vs. Puerto Rico  | 11 de noviembre de 2019 | Colombia                                                                  | Fredito Mathews              | Nievelis González ''La Sandunguera'' |
| 2020 | 3     | Guerreros La Gran Revancha, Colombia vs. Puerto Rico | 3 de febrero de 2020    | Puerto Rico                                                               | Carlos Castro "Potro"        | Alba Prado                           |
| 2020 | 4     | Guerreros Cobras vs. Leones Internacional            | 17 de febrero de 2020   | Las Cobras (la estrella es únicamente en Cobras vs. Leones Internacional) | -                            | -                                    |
| 2021 | 5     | Guerreros Batalla Final, Colombia vs. Puerto Rico    | 2 de agosto de 2021     | Puerto Rico                                                               | -                            | -                                    |
| 2021 | 6     | Guerreros Cobras vs. Leones Internacional #2         | 10 de agosto de 2021    | Las Cobras (no obtuvieron la estrella internacional)                      | -                            | -                                    |

## Competencias internacionales

### El Clásico de los Andes
Una nueva temporada especial de Guerreros Colombia y la primera de Esto es guerra titulada Guerreros, El clásico de los andes, Colombia Vs. Perú, inició el 1 de abril de 2019 y terminó el 11 de abril de 2019. Esta temporada se desarrolló en los estudios de Guerreros Colombia en Bogotá. Se transmitió únicamente por el Canal 1. En esta temporada el equipo ganador fue "Perú". 
| Colombia                  | Perú                       |
| ------------------------- | -------------------------- |
| Dorian Zuluaga            | Ayrton García              |
| Esteban Bernal ''Tebi''   | Fabio Agostini             |
| Jesús David Osorno        | Facundo González ''Wacho'' |
| Ricardo Álvarez ''Ricki'' | Israel Dreyfus             |
| Sebastián Tamayo          | Jota Benz                  |

Notas
- Capitanes de los equipos.
- Capitanes sustitutos, en caso de salida del capitán de su equipo por lesión, eliminación o por otro motivo (los capitanes por lo general siempre los escogen).
- Sub: El participante es ganador del título ''Mejor Guerrero'' de la temporada.

### La Gran Batalla
Una nueva temporada especial de Guerreros llamada Guerreros, la gran batalla, Colombia Vs. Puerto Rico inició el 11 de noviembre de 2019 y terminó el 22 de noviembre de 2019. Esta temporada se desarrolló en los estudios de Guerreros Puerto Rico en Guaynabo. Se transmitió en ambos países por el Canal 1 y por Wapa TV. En esta temporada el equipo ganador fue "Colombia". 
| Colombia                    | Puerto Rico                          |
| --------------------------- | ------------------------------------ |
| Carlos Castro ''Potro''     | Edgar Gabriel Rivera ''El Hyper''    |
| Dahian Muñoz                | Francis Javier Torres ''El Kraken''  |
| Esteban Bernal ''Tebi''     | Fredito Mathews                      |
| Huberth Riascos ''Wakanda'' | Janice Betancourt ''La Valiente''    |
| Ricardo Álvarez ''Ricki''   | Jeanthony Medina ''Chino''           |
| Stephania Caicedo ''Cuca''  | Miredy Rivera ''La Sirena''          |
| Tatiana Ángel               | Nicole Marie Colón                   |
| Vanessa Roldán              | Nievelis González ''La Sandunguera'' |
|                             | Carlos José Torres                   |

Notas
- Capitanes de los equipos.
- Sub: El participante es ganador del título ''Mejor Guerrero'' o ''Mejor Guerrera'' de la temporada.

### La Gran Revancha
Una nueva temporada especial de Guerreros llamada Guerreros, la gran revancha, Colombia Vs. Puerto Rico inició el 3 de febrero de 2020 y terminó el 14 de febrero de 2020. Esta temporada se desarrolló en los estudios de Guerreros Colombia en Bogotá. Se transmitió en ambos países por el Canal 1 y por Wapa TV. En esta temporada el equipo ganador fue "Puerto Rico".
| Colombia                    | Puerto Rico                          |
| --------------------------- | ------------------------------------ |
| Alba Prado                  | Asaf Torres ''El Fénix''             |
| Carlos Castro ''Potro''     | Edgar Gabriel Rivera ''El Hyper''    |
| Dina Vergara                | Francis Torres ''El Kraken''         |
| Esteban Bernal ''Tebi''     | Fredito Mathews ''El MVP''           |
| Huberth Riascos ''Wakanda'' | Janice Betancourt ''La Valiente''    |
| Juan David Aldana †         | Jeanthony Medina ''Chino''           |
| Ovidio Asprilla             | Jeffrey Cerda ''Black Mamba''        |
| Ricardo Álvarez ''Ricki''   | Miredy Rivera ''La Sirena''          |
| Stephania Caicedo ''Cuca''  | Nicole Marie Colón                   |
| Tatiana Ángel               | Nievelis González ''La Sandunguera'' |
|                             | Yillian Atkinson                     |

Notas
- Capitanes de los equipos.
- Sub: El participante es ganador del título ''Mejor Guerrero'' o ''Mejor Guerrera'' de la temporada.
- Sub: El participante se retira del programa durante el transcurso de la temporada por motivos personales o de salud.

### Cobras Vs. Leones Internacional
Una nueva temporada especial de Guerreros llamada Guerreros, Cobras Vs. Leones Internacional inició el 17 de febrero de 2020 y terminó el 21 de febrero de 2020. Esta temporada se desarrolló en los estudios de Guerreros Colombia en Bogotá. Se transmitió en ambos países por el Canal 1 y por Wapa TV. En esta temporada el equipo ganador fue "Cobras".
| Cobras                               | Leones                            |
| ------------------------------------ | --------------------------------- |
| Alba Prado                           | Dina Vergara                      |
| Carlos Castro ''Potro''              | Edgar Gabriel Rivera ''El Hyper'' |
| Esteban Bernal ''Tebi''              | Fredito Mathews ''El MVP''        |
| Jeffrey Cerda ''Black Mamba''        | Huberth Riascos ''Wakanda''       |
| Joshua Santana ''Robocop''           | Juan David Aldana †               |
| Mónica Rosado ''La Colorá''          | Nicole Marie Colón                |
| Nievelis González ''La Sandunguera'' | Ovidio Asprilla                   |
| Ricardo Álvarez ''Ricki''            | Stephania Caicedo ''Cuca''        |
| Tatiana Ángel                        | Yillian Atkinson                  |

Notas
- Capitanes de los equipos.
- Capitanes sustitutos, en caso de salida del capitán de su equipo por lesión, eliminación o por otro motivo (solo en este caso elgegidos por producción).
- Sub: El participante es ganador del título ''Mejor Guerrero'' o ''Mejor Guerrera'' de la temporada.

### Batalla Final
Una nueva temporada especial de Guerreros llamada Guerreros, batalla final, Colombia Vs. Puerto Rico inició el 2 de agosto de 2021 y terminó el 9 de agosto de 2021. Esta temporada se desarrolló en los estudios de Guerreros Puerto Rico en Guaynabo. Se transmitió en ambos países por el Canal 1 y por Wapa TV. En esta temporada el equipo ganador fue "Puerto Rico".
| Colombia                    | Puerto Rico                       |
| --------------------------- | --------------------------------- |
| Alba Prado                  | Abdiel ''AJ'' Vargas              |
| Carlos Castro ''Potro''     | Addylinette Castro                |
| Dahian Muñoz                | Dan Pastrana ''El Halcón''        |
| Esteban Bernal ''Tebi''     | Edgar Gabriel Rivera ''El Hyper'' |
| Huberth Riascos ''Wakanda'' | Joshua Santana ''Robocop''        |
| Ian Valencia                | Nievelis González ''La Amazona''  |
| Ovidio Asprilla             | Paola Fernández ''La Dura''       |
| Tatiana Ángel               | Valeria Pagán                     |
| Vanessa Roldán              | Yaniel Rodríguez                  |

Notas
- Capitanes de los equipos.
- Capitanes sustitutos, en caso de salida del capitán de su equipo por lesión, eliminación o por otro motivo (solo en este caso elgegidos por producción).

### Cobras Vs. Leones Internacional #2
Una nueva temporada especial de Guerreros llamada Guerreros, Cobras Vs. Leones Internacional #2 inició el 10 de agosto de 2021 y terminó el 13 de agosto de 2021. Esta temporada se desarrolló en los estudios de Guerreros Puerto Rico en Guaynabo. Se transmitió en ambos países por el Canal 1 y por Wapa TV. En esta temporada el equipo ganador fue "Cobras", sin embargo, en esta temporada no se otorgó estrella al equipo ganador. A cambio, se entregaron sobres con beneficios o desventajas a los equipos, los cuáles influenciarán los equipos en sus respectivos países durante las temporadas principales.
| Cobras                               | Leones                            |
| ------------------------------------ | --------------------------------- |
| Abdiel ''AJ'' Vargas                 | Addylinette Castro                |
| Alba Prado                           | Dan Pastrana ''El Halcón''        |
| Carlos Castro ''Potro''              | Edgar Gabriel Rivera ''El Hyper'' |
| Jeffrey Cerda ''Black Mamba''        | Esteban Bernal ''Tebi''           |
| Joshua Santana ''Robocop''           | Huberth Riascos ''Wakanda''       |
| Nicole Marie Colón                   | Ian Valencia                      |
| Nievelis González ''La Sandunguera'' | Miredy Rivera ''La Sirena''       |
| Ovidio Asprilla                      | Paola Fernández ''La Dura''       |
| Valeria Pagán                        | Tatiana Ángel                     |

Notas
- Capitanes de los equipos.

## Participantes internacionales
- Tabla de participantes:

| Ayrton García                        | PER. |      |      |    |      |    |
| Dorian Zuluaga                       | COL. |      |      |    |      |    |
| Esteban Bernal ''Tebi''              | COL. | COL. | COL. | C. | COL. | L. |
| Fabio Agostini                       | PER. |      |      |    |      |    |
| Facundo González ''Wacho''           | PER. |      |      |    |      |    |
| Israel Dreyfus                       | PER. |      |      |    |      |    |
| Jesús David Osorno                   | COL. |      |      |    |      |    |
| Jota Benz                            | PER. |      |      |    |      |    |
| Ricardo Álvarez ''Ricki''            | COL. | COL. | COL. | C. |      |    |
| Sebastián Tamayo                     | COL. |      |      |    |      |    |
| Carlos Castro ''Potro''              |      | COL. | COL. | C. | COL. | C. |
| Dahian Muñoz                         |      | COL. |      |    | COL. |    |
| Carlos José Torres                   |      | P.R. |      |    |      |    |
| Edgar Gabriel Rivera ''El Hyper''    |      | P.R. | P.R. | L. | P.R. | L. |
| Francis Torres ''El Kraken''         |      | P.R. | P.R. |    |      |    |
| Fredito Mathews                      |      | P.R. | P.R. | L. |      |    |
| Huberth Riascos ''Wakanda''          |      | COL. | COL. | L. | COL. | L. |
| Janice Betancourt ''La Valiente''    |      | P.R. | P.R. |    |      |    |
| Jeanthony Medina ''Chino''           |      | P.R. | P.R. |    |      |    |
| Miredy Rivera ''La Sirena''          |      | P.R. | P.R. |    |      | L. |
| Nicole Marie Colón                   |      | P.R. | P.R. | L. |      | C. |
| Nievelis González ''La Sandunguera'' |      | P.R. | P.R. | C. | P.R. | C. |
| Stephania Caicedo ''Cuca''           |      | COL. | COL. | L. |      |    |
| Tatiana Ángel                        |      | COL. | COL. | C. | COL. | L. |
| Vanessa Roldán                       |      | COL. |      |    | COL. |    |
| Alba Prado                           |      |      | COL. | C. | COL. | C. |
| Asaf Torres ''El Fénix''             |      |      | P.R. |    |      |    |
| Dina Vergara                         |      |      | COL. | L. |      |    |
| Jeffrey Cerda ''Black Mamba''        |      |      | P.R. | C. |      | C. |
| Juan David Aldana †                  |      |      | COL. | L. |      |    |
| Ovidio Asprilla                      |      |      | COL. | L. | COL. | C. |
| Yillian Atkinson                     |      |      | P.R. | L. |      |    |
| Joshua Santana ''Robocop''           |      |      |      | C. | P.R. | C. |
| Mónica Rosado ''La Colorá''          |      |      |      | C. |      |    |
| Abdiel ''AJ'' Vargas                 |      |      |      |    | P.R. | C. |
| Addylinette Castro                   |      |      |      |    | P.R. | L. |
| Dan Pastrana ''El Halcón''           |      |      |      |    | P.R. | L. |
| Ian Valencia                         |      |      |      |    | COL. | L. |
| Paola Fernández                      |      |      |      |    | P.R. | L. |
| Valeria Pagán                        |      |      |      |    | P.R. | C. |
| Yaniel Rodríguez                     |      |      |      |    | P.R. |    |

| Equipo ganador por temporada | Equipo ganador por temporada | Equipo ganador por temporada | Equipo ganador por temporada       | Equipo ganador por temporada | Equipo ganador por temporada         |
| Vs - El Clasico De Los Andes | Vs - La Gran Batalla         | Vs - La Gran Revancha        | & - Cobras vs Leones Internacional | Vs - Batalla Final           | & - Cobras vs Leones Internacional 2 |
| ---------------------------- | ---------------------------- | ---------------------------- | ---------------------------------- | ---------------------------- | ------------------------------------ |
| Perú                         | Colombia                     | Puerto Rico                  | Cobras                             | Puerto Rico                  | Cobras                               |

## Otras versiones
| País        | Nombre         | Cadena             | Presentador(es)                     | Año           | Temporadas | Ref.   |
| ----------- | -------------- | ------------------ | ----------------------------------- | ------------- | ---------- | ------ |
| Bolivia     | Esto es guerra | Red PAT            | Jessica Suárez y Pablo Fernández    | 2015-17       | 5          | [ 36 ] |
| Panamá      | Esto es guerra | TVN                | Bettina García y Domil Leira        | 2016-18       | 6          | [ 37 ] |
| Costa Rica  | Guerreros      | Repretel           | Italo Marenco y Tony Bertarino      | 2017          | 1          | [ 38 ] |
| Perú        | Esto es guerra | América Televisión | Johanna San Miguel y Renzo Schuller | 2012-presente | 19         |        |
| Puerto Rico | Guerreros      | Wapa América TV    | Diane Ferrer y Jaime Mayol          | 2019-2023     | 7          | [ 39 ] |
| México      | Guerreros      | Canal 5            | Mauricio Barcelata y Tania Rincón   | 2020-2021     | 2          | [ 40 ] |

## Crossovers, otras apariciones y datos acerca de los concursantes

### Crossovers en programas deportivos
- Paola Usme "Barbie" participó en el reality show Desafío 2016: Súper Humanos, Súper Regiones, cuya sinopsis es de competencias y vida salvaje, fue la 7.ª eliminada, tras 19 días de competencia.
- Ricardo Álvarez "Ricki" participó en el reality show Desafío 2017: Súper Humanos, Cap Cana, cuya sinopsis es de competencias y vida salvaje, fue el 5° eliminado, tras 11 días de competencia.
- Miguel Ángel Álvarez "Thor"  participó en la décima temporada del reality show Calle 7 Ecuador, cuya sinopsis es de competencias, fue el 8.ª y 9.º eliminado, tras 5 meses de competencia. También estuvo la primera temporada del reality show El Poder del Amor, siendo el décimo eliminado tras permanecer 3 semanas.
- Tatiana Ángel participó en el reality show Desafío 2017: Súper Humanos, Cap Cana, cuya sinopsis es de competencias y vida salvaje, fue la 6.ª eliminada, tras 13 días de competencia.
- Dina Vergara participó en el reality show Desafío 2017: Súper Humanos, Cap Cana, cuya sinopsis es de competencias y vida salvaje, fue la 5.ª eliminada, tras 11 días de competencia.
- Edinson Angulo participó en el reality show Desafío 2016: Súper Humanos, Súper Regiones, cuya sinopsis es de competencias y vida salvaje, fue uno de los 1.os eliminados, tras 1 día de competencia.
- Esteban Bernal "Tebi" participó en el reality show Desafío 2017: Súper Humanos, Cap Cana, cuya sinopsis es de competencias y vida salvaje, fue el 9° eliminado, tras 20 días de competencia.
- Frank Sáenz participó en el reality show Desafío 2017: Súper Humanos, Cap Cana, cuya sinopsis es de competencias y vida salvaje, fue el 18° eliminado, tras 41 días de competencia.
- Juan David Aldana † participó en el reality show Reto 4 Elementos, cuya sinopsis es de vida salvaje, supervivencia y competencias, fue uno de los finalistas.
- Karoline Rodríguez "Ka" participó en el reality show Desafío 2016: Súper Humanos, Súper Regiones y Desafío 2018: Súper Humanos, 15 Años, cuya sinopsis es de competencias y vida salvaje, fue la 18.ª y la 14.ª eliminada, tras 45 días y 33 días de competencia. También estuvo la primera temporada del reality show El Poder del Amor, siendo la primera eliminada tras permanecer una semana.
- Kevin Fuentes "Pantera" participó en el reality show Desafío 2018: Súper Humanos, 15 Años, cuya sinopsis es de competencias y vida salvaje, fue el 20° eliminado, tras 48 días de competencia.
- Daniel Vanegas participó en el reality show Desafío 2016: Súper Humanos, Súper Regiones, cuya sinopsis es de competencias y vida salvaje, fue uno de los 1.os eliminados, en su segunda parte, tras 1 día de competencia.
- Joshua Sanabria participó en el reality show Desafío 2019: Súper Regiones, cuya sinopsis es de competencias y vida salvaje, fue el 1° eliminado junto a su equipo, tras 4 días de competencia
- Macris Vergara participó en el reality show Desafío 2018: Súper Humanos, 15 Años, cuya sinopsis es de competencias y vida salvaje, fue la 20° eliminada, tras 48 días de competencia.
- Natalia Vargas participó en el reality show Desafío 2019: Súper Regiones, cuya sinopsis es de competencias y vida salvaje, fue semifinalista eliminada junto a su equipo, tras 55 días de competencia.
- Reikin Herrera participó en el reality show Desafío 2019: Súper Regiones, cuya sinopsis es de competencias y vida salvaje, donde se consolidó como campeón junto a su equipo, tras 56 días de competencia.
- Claudia Tapasco "La Pecosa" participó en el reality show Calle 7 Panamá por 5 temporadas, cuya sinopsis es de competencias, en la undécima temporada fue la 6.ª y 27.ª eliminada, en la duodécima temporada fue la 8.ª y 16.ª eliminada, en la décima tercera temporada fue una del Equipo retador eliminado y la 11.ª eliminada, en la 15.ª temporada fue semifinalista eliminada, en la 16.ª temporada fue la 5.ª eliminada y obtuvo el 2.º lugar individualmente, tras 2 años de competencia.
- Fabio Arboleda "Pitbull" participó en el reality show Desafío 2019: Súper Regiones, cuya sinopsis es de competencias y vida salvaje, fue el 5° eliminado junto a su equipo, tras 25 días de competencia.
- Wilber Rentería "Lukaku" participó en el reality show Desafío 2019: Súper Regiones, cuya sinopsis es de competencias y vida salvaje, fue el 5° eliminado junto a su equipo, tras 43 días de competencia.
- Didier Sepúlveda ''El Didi' participó en el reality show Desafío 2019: Súper Regiones, cuya sinopsis es de competencias y vida salvaje, fue el 7° eliminado junto a su equipo, tras 51 días de competencia.
- Jerry Heredia Karth participó en el reality show Desafío 2019: Súper Regiones, cuya sinopsis es de competencias y vida salvaje, donde se consolidó como campeón junto a su equipo, tras 56 días de competencia.
- José Rodríguez ''Jous'' participó en el reality show Exatlón Colombia, cuya sinopsis es de competencias y vida salvaje, donde se consolidó como campeón.
- Tatiana Rincón ''Fénix' participó en el reality show Desafío 2019: Súper Regiones, cuya sinopsis es de competencias y vida salvaje, fue la 7° eliminada junto a su equipo, tras 51 días de competencia.
- Isabel Orozco participó en el reality show Exatlón Colombia, cuya sinopsis es de competencias y vida salvaje, donde se consolidó como primera finalista.
- Steffit Valencia ''Tiffi'' participó en el reality show Desafío 2021: The Box, cuya sinopsis es de competencias y vida salvaje, fue la 14° mujer eliminada, tras 16 semanas de competencia.

### Otras apariciones en televisión
- Claudia Castro participó en la primera temporada del reality show Colombia's Next Top Model, cuya sinopsis es de competencias, talento, entretenimiento y moda, fue la 2.ª finalista, tras 45 días de competencia. Fue Chica Águila 2013.
- Jesús David Londoño participó en la primera temporada del reality show A otro nivel, la cual quedó eliminado en la ronda de audiciones.
- Ovidio Asprilla participó en el reality show Soldados 1.0, fue participante de la competencia y abandona por rendir estar en la prueba de eliminación.
- Thael Osorio participó en el reality show Chica E! Colombia 2013, cuya sinopsis es de competencias, talento, entretenimiento y moda, fue la 1.ª finalista, tras 2 meses de competencia.
- Laura González participó en el reality show Protagonistas 2017, cuya sinopsis es de talento, actuación y competencias, fue la 6.ª eliminada, tras 35 días de competencia.
- Rosa Arias participó en la primera temporada del reality show Are You The One? El Match Perfecto, en su primera temporada, la cual ganó.
- Sebastián Tamayo participó en la segunda temporada del reality show Protagonistas de nuestra tele, cuya sinopsis es de talento, actuación y competencias, fue el 14° eliminado, tras 105 días de competencia. Además fue participante de la primera temporada del reality show El Poder del Amor, siendo el décimocuarto eliminado tras permanecer quince semanas.
- Antonio Duque participó en el reality show Protagonistas 2017, cuya sinopsis es de talento, actuación y competencias, fue el 10.º eliminado, tras 64 días de competencia.
- Valentina Lagarejo participó en la tercera temporada del reality show Colombia's Next Top Model, cuya sinopsis es de competencias, talento, entretenimiento y moda, fue la 18.ª eliminada.
- Mateo Varela participó en el reality show La agencia: Batalla de modelos, cuya sinopsis es de talento, modelaje y competencias, fue uno de los primeros eliminados del programa, al no lograr un cupo en dicho reality. También participó en la segunda temporada del reality show El Poder del Amor, el cual obtuvo el 2° lugar.
- Melissa Puerta fue participante de la primera temporada del reality show El Poder del Amor.
- Josué Caballero estuvo en la segunda temporada del reality show El Poder del Amor, el cual obtuvo el 4° lugar.

### Datos
- Carlos Álvarez fue Modelo Factory 2012 y Míster Colombia Intercontinental 2012-2013
- Thael Osorio fue Señorita Cundinamarca 2011 y en el Concurso Nacional de Belleza 2011 en Cartagena y ocupó el título de 3.ª Princesa.
- Luisa Cortina participó en Miss América Latina 2016.
- Katherine González fue Señorita Santander 2012 y participó en el Reinado Nacional del Café 2012.
- Stephania Caicedo fue Reina Nacional e Internacional de la Cosecha Llanera 2014-2015.
- Dahian Muñoz "Yaya": participó en el Reinado Nacional del Mar 2011 y luego fue Señorita Tolima 2015, en el Concurso Nacional de Belleza 2015 en Cartagena. Clasificó entre las 15 semifinalistas. Fue presentadora del programa Kallejiando de la emisora La Kalle. En el año 2025 estuvo en el reality del Canal RCN "La Casa de los Famosos" quedando en el puesto número    .   de los eliminados.
- María Juliana Caicedo fue Chica Look Cyzone 2012-2013 y participó sin éxito en el concurso Look Cyzone 2014.
- Yeraldin Grajales fue Señorita Quindío 2015, y en el Reinado Nacional del Café 2015 fue coronada como Virreina, además fue Miss Maja Colombia 2017 y participó en Miss Universe Colombia 2020  donde clasificó entre las 6 finalistas.
- Biviana Lara participó en el Reinado Municipal de Guarne y fue Reina de la Cabuya, también fue Chica Águila 2016.
- Leandra García participó en Señorita Valle 2012 y fue Miss Mundo Colombia 2014, además trabajó como presentadora de Insignia, programa de las Fuerzas Militares de Colombia. También participó en el reality show La agencia: Batalla de modelos, cuya sinopsis es de talento, modelaje y competencias, fue la séptima mujer eliminada.
- Daniela Castañeda fue Señorita Meta 2014, y en el Concurso Nacional de Belleza 2014 en Cartagena ocupó el título de 2.ª Princesa, en el 2015 fue Virreina en el Miss Continentes Unidos.
- Sara Villarreal fue Señorita Meta 2011.
- Alejandra Isaza es una actriz, modelo y presentadora de televisión colombiana.
- Alejandra Montealegre representó a Bogotá en Miss Maja Colombia 2018 y ocupó el título de 1.ª Princesa.
- Melany Florez representó a Bogotá en Miss Mundo Colombia 2019, clasificando entre las 7 finalistas.
- Valentina Lagarejo representó a Cali en Miss Mundo Colombia 2019, y representará a Cali en Miss Europe Continental Colombia 2021.
- Macris Vergara fue Miss Mundo Sucre 2014, Miss Globe Colombia 2014 y en el 2014 fue Virreina en el Miss Globe, también fue Chica Águila 2016.
- Jhonathan Quinchia fue Míster Petit Colombia 2018-2019.
- Ian Valencia actualmente es actor. Su reciente aparición es en la serie Entre Sombras.
- Miguel Ángel Álvarez "Thor" actualmente es actor de las parodias de Sábados Felices.

## Controversias
A lo largo del programa este mismo se ha visto comprometido en varias ocasiones, recibiendo fuertes críticas por su dudosa imparcialidad por los equipos, sus pruebas de alto riesgo, (y en ocasiones desagradables), las concurrentes peleas y lesiones de los participantes, además de la veracidad de algunas situaciones presentadas en el programa.
Iniciada la tercera temporada del programa se generó una polémica tras el ingreso de una nueva concursante, Laura González Díaz, quien fue expulsada pocos días después de haber ingresado, según el programa, Laura G. fue expulsada ya que padecía Anemia e incumplió las normas del programa tras haber consumido unas sustancias no permitidas. En pleno show en vivo se discutió la situación de la participante, quien dijo solo haber consumido Aminoácidos y Carnitina (quemador de grasa). Tras su salida, Laura G. dijo que no estaba enferma y que no sabía porqué había sido expulsada del programa.
El día viernes 23 de marzo de 2018 se presentó su caso más sonado, el programa transmitía en vivo la final de su tercera temporada, Guerreros Cobras Vs. Leones. Dado que se trataba de una final esto a meritaba un gran escenario, con público en vivo, pruebas aún más complejas y un gran premio mayor, siendo entregado un total de 100 millones de COP al equipo vencedor. La situación tuvo lugar cuando el participante Juan Sebastián Villate, perteneciente al equipo "Cobras" realizaba su prueba y cayó aparatosamente desde una altura de aproximadamente 15 metros, el ambiente pesado, la intriga de los espectadores que se encontraban en el lugar, los televidentes, sus compañeros, e incluso los presentadores del programa era inmensa, una ambulancia llegó tardíamente al lugar y el participante fue llevado a la Fundación Santa Fe de Bogotá donde más tarde fue operado, mientras tanto, el programa terminaba su emisión. Dado las críticas de los televidentes, el hermetismo del programa y del canal, la noticia hizo eco en los medios del país. Pasados 2 días del suceso, el Canal 1 emitió un comunicado sobre lo ocurrido y el estado actual del participante, al igual que otros medios del país, quienes siguieron informando sobre la situación. Él propio Juan S. Villate se comunicó a través de su cuenta de Instagram el día 25 de marzo informando que había sido operado con éxito y se encontraba bien, además agradecía a sus compañeros, sus seguidores y al canal por estar pendientes de él en todo momento. El día 3 de septiembre de 2019 se conoció que el exparticipante del reality habría demandado a Plural Comunicaciones SAS (concesionario del Canal 1 y copropietario del reality) según API (Agencia de Periodismo Investigativo) ya que a este los médicos le diagnosticaron una "discapacidad permanente", el exparticipante quiere que se declare que el contrato que él tenía era de trabajo y no de prestación de servicios, como fue el acuerdo al que llegaron meses después del accidente de Juanse, él busca también que "se declare que el accidente de trabajo que recibió Juan Sebastián Villate el 23 de marzo de 2018 ocurrió por culpa de Plural Comunicaciones SAS", pues, según él, dicho programa no ofreció garantías de seguridad para evitar este aparatoso accidente.
Iniciada la séptima temporada (Guerreros vs. Los Otros) se dio a conocer un caso de infidelidad que involucraba a Ovidio Asprilla y la exparticipante Leandra García, dado que Ovidio está comprometido con Luisa Cortina (quien abandonó el programa por su embarazo), la noticia hizo eco rápidamente. Los involucrados (quienes habían sido fuertemente criticados), concedieron sus testimonios en redes sociales y en el programa Lo sé todo.
El viernes 4 de octubre de 2019 se presentó una nueva polémica en la que Marlon y Cuca fueron involucrados, Cuca hizo sus necesidades fisiológicas en un balde (implemento de la Producción), y en consecuencia, el martes 8 de octubre fueron suspendidos por una semana.
El jueves 13 de febrero de 2020 se formó una controversia por un supuesto fraude a favor del equipo puertorriqueño, lo cual causó molestia en los televidentes.
El jueves 5 de marzo de 2020, en la ciudad de Bogotá, muere Juan David Aldana a sus 23 años por accidente de tránsito, aún no se tiene claro las razones que causaron el siniestro, pero algunos testigos dicen que Juan Aldana manejaba su motocicleta a alta velocidad chocando y muriendo en el acto.
El viernes 11 de noviembre del 2022, fanáticos de los Leones expresaron su molestia por el triunfo de las Cobras por tres segundos de diferencia. Ellos aseguran que la estrella fue "regalada" a las Cobras, ya que según los fanáticos, los Leones eran los verdaderos campeones de la última temporada.

## Premios y nominaciones
| Premio                 | Año  | Categoría                               | Resultado |
| ---------------------- | ---- | --------------------------------------- | --------- |
| Premios India Catalina | 2020 | Mejor programa reality o concurso       | Nominado  |
| Premios India Catalina | 2019 | Mejor producción favorita del público   | Nominado  |
| Premios TVyNovelas     | 2018 | Programa de concurso o reality favorito | Nominado  |